# Frederik Hendrik van Oranje
Frederik Hendrik (Delft, 29 januari 1584 – 's-Gravenhage, 14 maart 1647), Prins van Oranje en graaf van Nassau, was stadhouder, kapitein-generaal en admiraal-generaal van de Republiek der Zeven Verenigde Nederlanden. Vanwege zijn succesvolle belegeringen kreeg hij de bijnaam 'stedendwinger'.
In 1625 volgde hij zijn overleden halfbroer Maurits van Oranje op als stadhouder van de soevereine provincies Holland, Zeeland, Utrecht, Gelre en Overijssel en als opperbevelhebber van het Staatse leger. Het stadhouderschap over Drenthe en Stad en Lande verwierf hij in 1640. De Republiek was tijdens zijn gehele leven verwikkeld in de Tachtigjarige Oorlog met het Spaanse Leger van Vlaanderen.
Als legeraanvoerder gaf hij, evenals Maurits, de voorkeur aan het belegeren van steden en het mijden van veldslagen. De geduchte veldheer veroverde op die manier onder andere Groenlo, Maastricht, Schenkenschans, Breda en Hulst. Zijn grootste overwinning was die van 's-Hertogenbosch in 1629.
Als staatsman had hij te maken met het in de tijd van Maurits ontstane binnenlands conflict tussen de remonstranten en de contraremonstranten, dat protestanten in het hele land verdeelde. Behendig bleef hij een positie in het midden innemen om beide partijen afhankelijk van hem te houden en verschilde hierin met zijn voorganger. Na het Beleg van Breda in 1637 kregen de remonstranten de overhand in Holland en door de op handen zijnde vrede werd het voor de stadhouder moeilijker de oorlog gefinancierd te krijgen. Een jaar na zijn dood kwam met de Vrede van Münster een eind aan de oorlog met Spanje.
Op persoonlijk vlak vond hij het belangrijk zijn prestige en vorstelijke allure in Europa te verhogen. Hij liet grootse paleizen bouwen, had een uitgebreide kunstverzameling en hield uitbundige feesten.

## Jonge jaren

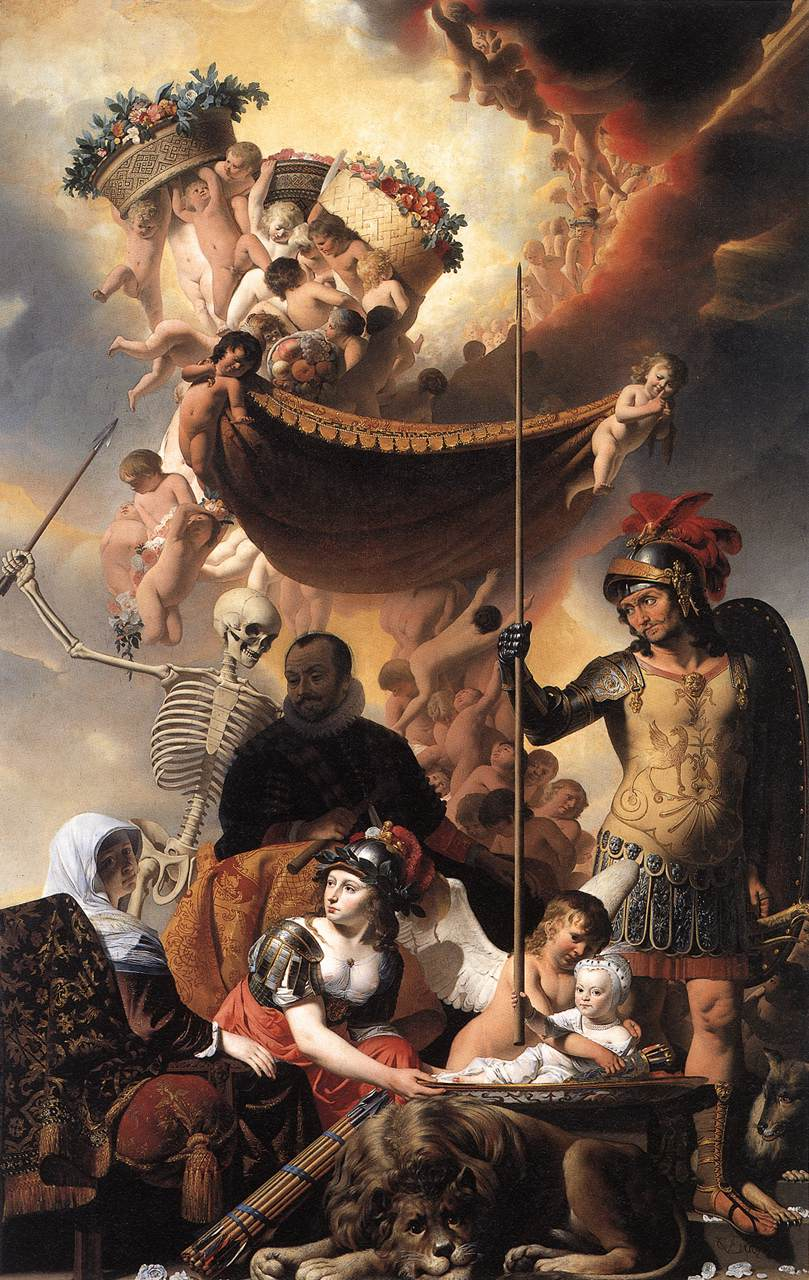
Allegorie op de geboorte van prins Frederik Hendrik van Oranje. De baby ligt in het schild van Minerva en krijgt een speer aangereikt van de god Mars. Het schilderij werd vervaardigd na de dood van Frederik Hendrik in opdracht van zijn weduwe. Werk van Caesar van Everdingen,
in de Oranjezaal van paleis Huis ten Bosch.

Frederik Hendrik werd geboren op 29 januari 1584 in Delft, waar hij op 12 juni in de Nieuwe Kerk werd gedoopt. Zijn ouders waren Willem van Oranje, vermoord op 10 juli 1584, en diens vierde en laatste echtgenote, de Française Louise de Coligny. Zijn moeder was een hugenoot, weduwe van Charles de Téligny en een dochter van de Franse admiraal Gaspard de Coligny, die beiden in 1572 tijdens de Bartholomeusnacht werden vermoord. Willem van Oranje, voormalig adviseur van de koning, was een van de leiders van de Nederlandse Opstand en om die reden vogelvrij verklaard.
Zijn grootouders waren Willem I van Nassau-Dillenburg (Willem de Rijke) en Juliana van Stolberg van vaders kant en Gaspard de Coligny en Charlotte de Laval van moeders kant.
Frederik Hendrik werd geboren als graaf van Nassau. Zijn voornamen waren afkomstig van zijn peetooms; de koningen Frederik II van Denemarken en Hendrik III van Navarra.:24 De Staten van Holland waren als instituut eveneens peetoom. Toen hij bijna een half jaar oud was, werd zijn vader in het Prinsenhof vermoord.
Louise voedde haar zoon Franstalig op, volgens verfijnde Franse manieren. Zij stelde Fransen aan die hielpen bij de opvoeding van Mooi Heintje, zoals Frederik Hendrik in zijn kinderjaren liefkozend genoemd werd. Inmiddels was zijn halfbroer Maurits van Oranje stadhouder van Holland, Zeeland, Utrecht, Gelre en Overijssel geworden.
Na een aantal jaren in Zeeland verhuisden ze in 1591 naar 's-Gravenhage, waar ze hun intrek namen in Paleis Noordeinde. Frederik Hendrik werd er onderwezen door Louises predikant Johannes Uytenbogaert. Deze leerde hem Latijn en gaf hem godsdienstles. Tweeënhalf jaar later ging Frederik Hendrik naar Leiden om wiskunde en landmeetkunde te studeren. Hij woonde er op het Rapenburg. Hij is dan tien jaar oud en wordt, om in zijn kosten te voorzien, benoemd tot kolonel van twintig vendels voetvolk. Hiervoor krijgt hij maandelijks per vendel twintig Vlaamse pond uitgekeerd.:32

## Begin militaire carrière

### Eerste wapenfeiten en lid Raad van State

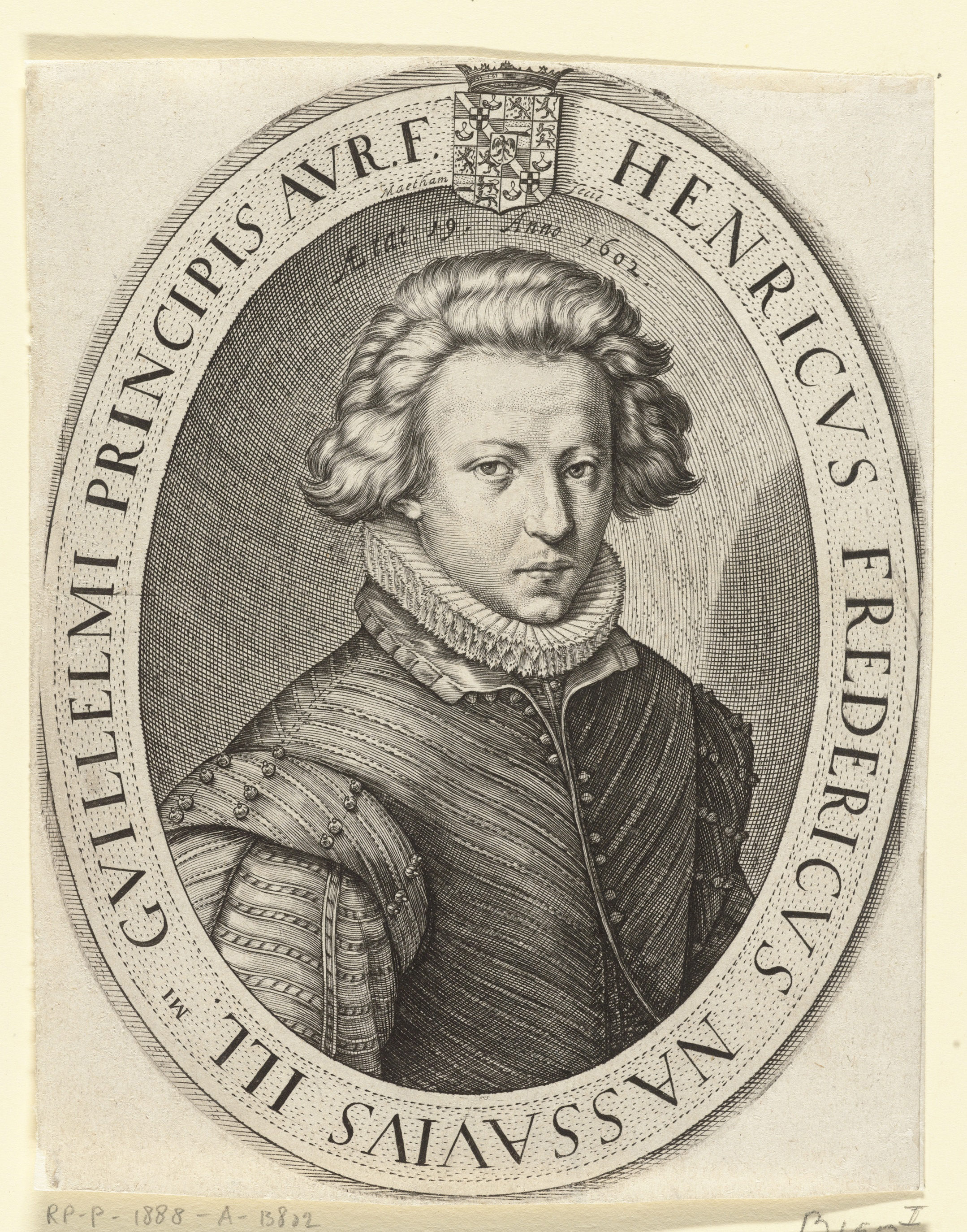
Frederik Hendrik graaf van Nassau in 1602 als negentienjarige, prent van Jacob Matham, naar een schilderij van Jan Antonisz. van Ravesteyn (circa 1598-1631).

In 1597 vergezelde hij Maurits op zijn veldtocht door de Nederlanden. In november 1597 vertrok Frederik Hendrik met zijn moeder naar Frankrijk om het huwelijk van zijn halfzuster Charlotte Brabantine bij te wonen. Hij bleef er meer dan een jaar, leerde paardrijden bij Antoine de Pluvinel en verbleef de meeste tijd aan het hof van zijn peetoom Hendrik, die in 1589 koning van Frankrijk was geworden. Teruggekomen uit Parijs, kreeg Frederik Hendrik op vijftienjarige leeftijd de leiding over een compagnie kurassiers.:45
Om hem meer bekend te laten worden met staatszaken werd hij op 17 maart 1600 geïnstalleerd als lid van de Raad van State, het hoogste adviescollege van de Republiek, waarin ook zijn neef stadhouder Willem Lodewijk van Nassau-Dillenburg van Friesland en Maurits zitting hebben. De raad behandelde voornamelijk militaire zaken, een onderwerp dat Frederik Hendrik zeer interesseerde.
Als militair was zijn eerste echte gevecht de Slag bij Nieuwpoort in 1600, die door de Staatsen maar net gewonnen werd. Het jaar erop bij het Beleg van Rijnberk raakte hij door een musketschot gewond aan een schouder.
Als achttienjarige werd Frederik Hendrik in 1602 tijdens het Beleg van Grave benoemd tot legeraanvoerder over de troepen van de gewonde Francis Vere, en veroverde hij met zijn legeronderdeel een zogenaamde halve maan in de hoofdgracht van Grave.
Na de dood in maart 1603 van koningin Elizabeth I van Engeland woonde hij als symbolisch hoofd van de afvaardiging van de Republiek der Zeven Verenigde Nederlanden met onder meer Johan van Oldenbarnevelt in Londen de kroning bij van de nieuwe koning Jacobus I.:161
Nog voordat hij naar Engeland vertrok, werd hem in april de titel generaal der ruiterij verleend, waarmee hij in rang alleen nog Maurits en Willem Lodewijk boven zich had. In die functie hield hij geregeld strooptochten in vijandelijk gebied, waarbij hij de burgerbevolking niet ontzag, zoals in 1607 bij de Inname van Erkelenz. Dit was in de zeventiende eeuw gangbaar en gebeurde soms als reactie op strooptochten van de vijand. In maart 1606 slaagde hij erin het vestingstadje Bredevoort te ontzetten, dat door de Spanjaarden belegerd werd.

### Twaalfjarig Bestand
De Republiek ging in 1609 een wapenstilstand aan met Spanje, het Twaalfjarig Bestand. Een deel van de bevolking was oorlogsmoe en de oorlog kostte veel geld. Een wapenstilstand, laat staan een vrede, werd echter door een groot deel van de bevolking niet gesteund. Men was bang dat hiermee Spanje op krachten kon komen, om later alsnog de Republiek en het calvinisme te vernietigen.
Gedurende het Twaalfjarig Bestand ontstond er in de protestante kerk een conflict tussen de remonstranten en de contraremonstranten. Daarbij kwam de vraag op wie zeggenschap had over de protestantse kerk: de provincie of de Staten-Generaal. Raadpensionaris Johan van Oldenbarnevelt kwam in deze periode lijnrecht tegenover Maurits te staan. Frederik Hendrik stelde zich neutraal op.:59 In de stad Utrecht mondde het conflict in 1610 uit in de afzetting van het stadsbestuur door opstandige orthodoxe calvinisten. Van Oldenbarnevelt kreeg de Staten-Generaal zover dit te veroordelen en besloten werd dat er militair ingegrepen moest worden. Omdat Maurits de machtsovername goedgekeurd had, kon hij de expeditie niet leiden en Van Oldenbarnevelt besloot dat de taak aan Frederik Hendrik toekwam. Zodoende trok Frederik Hendrik met het Staatse leger naar Utrecht, waar hij zonder veel moeite de stad in handen kreeg en het bestuur werd vervangen.
Vijf jaar later vertrok hij met de Staatse ruiterij richting Brunswijk. De Hanzestad werd belegerd door de hertog van Brunswijk. Deze had familiebanden met de Deense en Engelse koning, waardoor het congres van Hanzesteden geen actie durfde te ondernemen. De aankomst van de Staatse ruiterij maakte grote indruk op hem.:48 Toen het leger dwars door neutraal gebied bij de Wezer aankwam, werd het Beleg van Brunswijk opgeheven.

## Huwelijk met Amalia van Solms

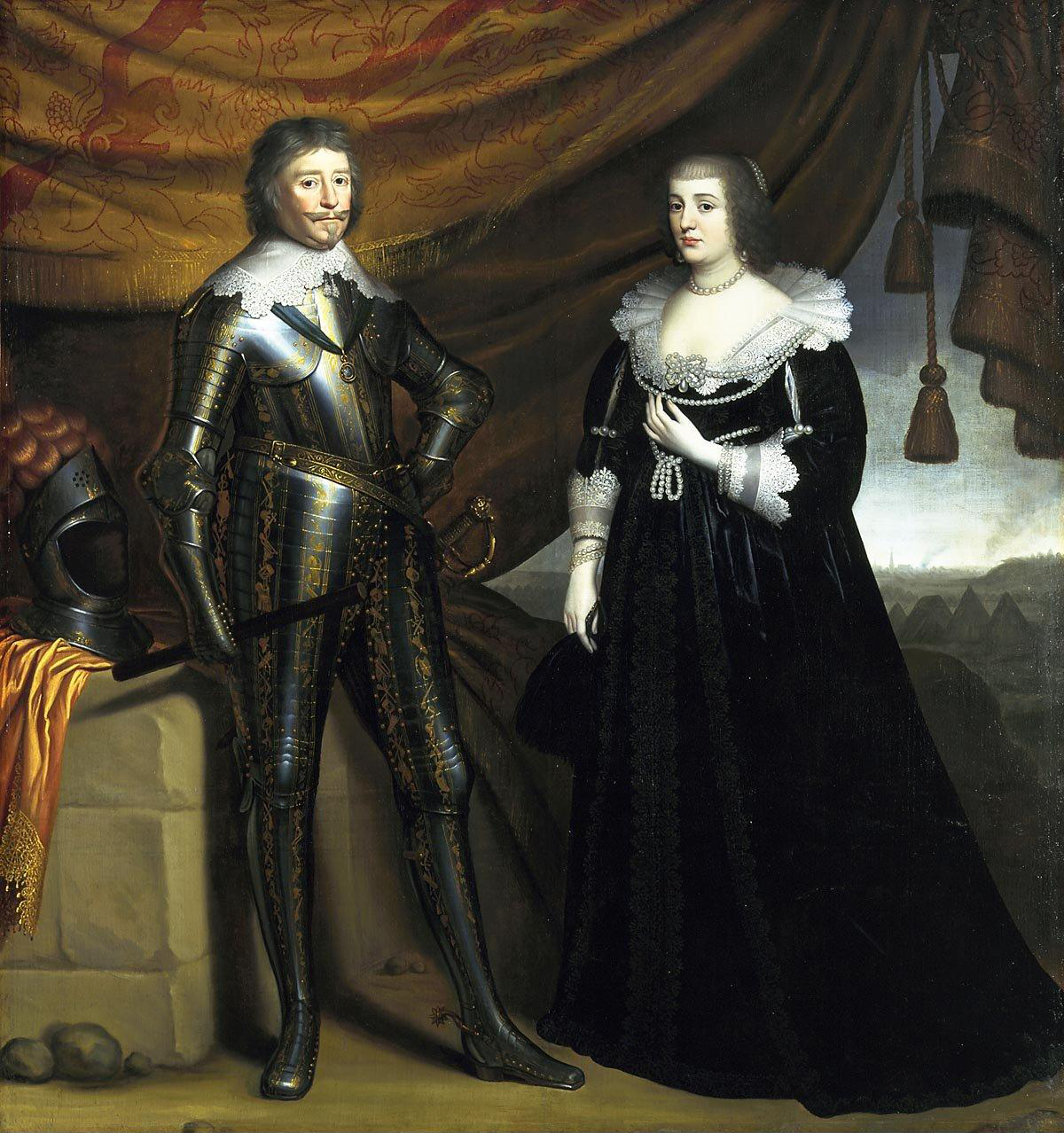
Frederik Hendrik en Amalia van Solms in 1637, door Gerard van Honthorst.

Toen Frederik Hendrik rond de vijfentwintig jaar was, vond zijn moeder het tijd worden dat hij in het huwelijk trad. Inmiddels was het duidelijk dat zijn oudere halfbroer Filips Willem van Oranje, al enkele jaren getrouwd, geen kinderen ging krijgen. Ook van de eeuwige vrijgezel Maurits waren geen wettige erfgenamen te verwachten. Filips Willem had Maurits als enige erfgenaam benoemd. Na Maurits' dood zouden de bezittingen naar Frederik Hendrik gaan. Om de eigendommen in de familie te houden, was het van belang dat de rokkenjager Frederik Hendrik trouwde en kinderen kreeg.
Bijna was hij in 1616 in het huwelijk getreden met de dochter van landgraaf Maurits van Hessen-Kassel, de twintigjarige Elisabeth. Dat ging op het laatste moment niet door omdat hij de huwelijkse voorwaarden ongunstig vond, ondanks druk die op hem werd uitgeoefend.:55-56
Toen Maurits in maart 1625 op sterven lag, was Frederik Hendrik 41 jaar oud en nog steeds ongehuwd. Wel was hij vader geworden. Hij had namelijk bij de burgemeestersdochter Margaretha Catharina Bruyns de bastaardzoon Frederik van Nassau-Zuylestein verwekt. Omdat Maurits altijd vrijgezel is gebleven, zette hij zijn halfbroer ter wille van de voortzetting van de dynastie onder druk om meteen te trouwen. Zou hij weigeren, dan zou hij niet zijn erfgenaam worden. De Duitse Amalia van Solms kwam daarop in beeld, een dochter van een volle neef en met wie hij sinds omstreeks 1622 een amoureuze relatie onderhield. Het huwelijk werd vliegensvlug geregeld. Op 23 maart keerde Frederik Hendrik in 's-Gravenhage terug op verzoek van Maurits. Zes dagen later vroeg hij de Staten-Generaal toestemming om Amalia te mogen trouwen, die hem dezelfde dag verleend werd. Frederik Hendrik en Amalia trouwden op 4 april. Maurits stierf op 23 april. Op de dag van diens overlijden werd Frederik Hendrik door de Staten-Generaal benoemd tot kapitein-generaal van het Staatse leger en admiraal-generaal van de vloot.

## Stadhouderschap

### Benoeming tot stadhouder

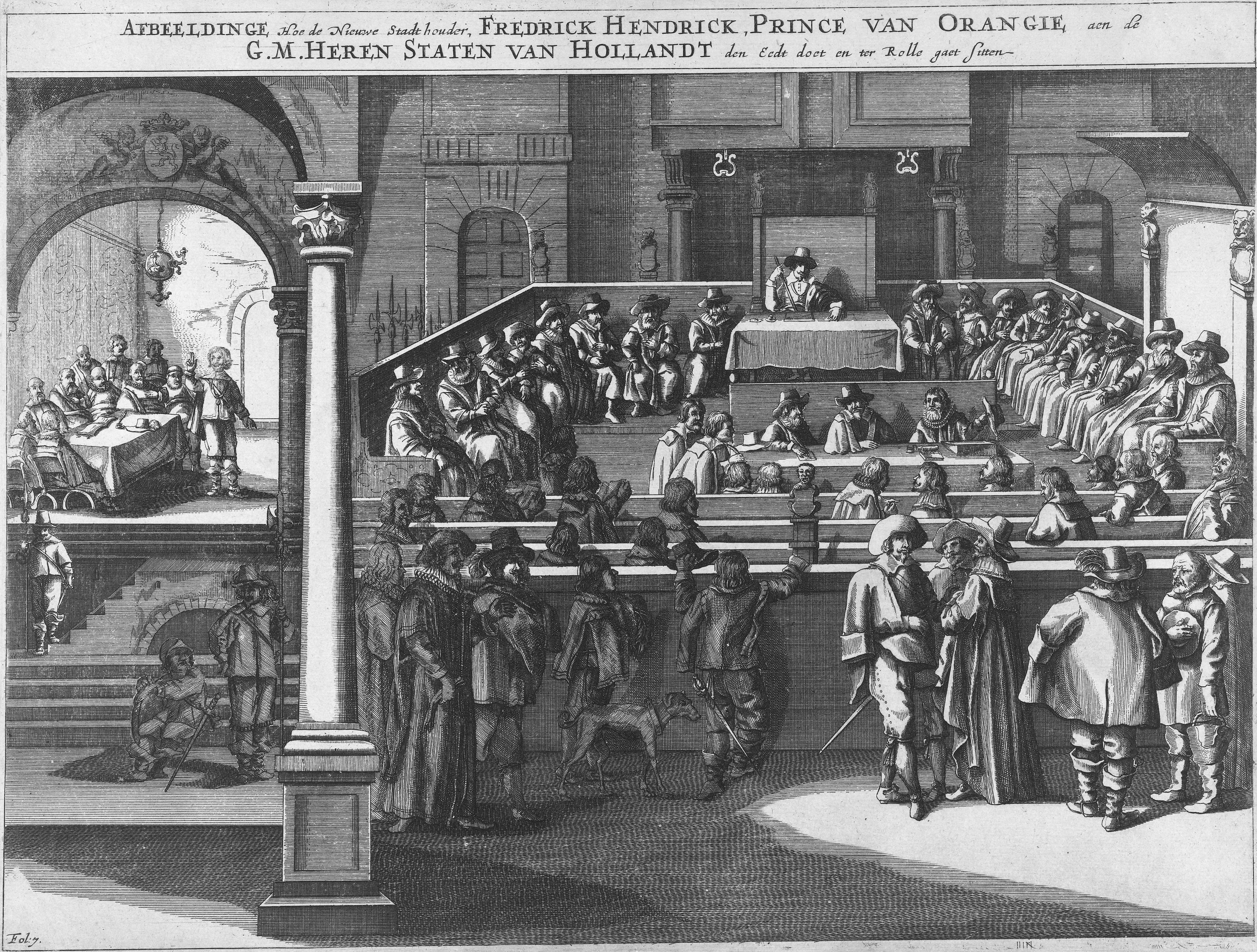
Op 2 juni 1625 legt Frederik Hendrik de eed af als stadhouder van Holland en Zeeland. De eedaflegging vond plaats in Waalwijk. Beschrijving RP-P-OB-81.122: Frederik Hendrik legt (opnieuw) de eed af als nieuwe stadhouder en neemt zitting in de Staten van Holland, september 1625. Links Frederik Hendrik, legt staande de eed af. Rechts de Staten van Holland bijeen in zitting in aanwezigheid van Frederik Hendrik

Met de dood van Maurits hadden de Gewesten Holland, Zeeland, Utrecht, Gelre en Overijssel geen stadhouder meer. Oorspronkelijk was dat de plaatsvervanger van de landsheer in een gewest. Met het afzweren van de Spaanse koning in 1581 werd die functie overbodig. Toch bleef hij in stand. Iedere gewest mocht bepalen wie zijn stadhouder werd. De voornaamste taak van de stadhouder was het uit voordrachten aanstellen van burgemeesters en schepenen. Ook was de stadhouder voorzitter van het provinciale gerechtshof en was hij gewoonlijk – officieel in een andere functie – opperbevelhebber van het provinciale leger en vloot.
In Holland werden de Staten van Holland en West-Friesland het op 1 mei 1625 erover eens dat Frederik Hendrik de nieuwe stadhouder moest worden. Een definitieve benoeming moest samen met Zeeland worden genomen. Dat gebeurde op 24 mei. Op 2 juni legde de prins in Waalwijk de eed af als stadhouder van beide gewesten. Hij werd vervolgens ook beëdigd als stadhouder van Overijssel (6 juli in Waalwijk), Utrecht (9 juli in Waalwijk) en Gelre (25 juli in Waalwijk). Het Gewest Stad en Lande benoemde de Friese stadhouder Ernst Casimir van Nassau-Dietz tot zijn stadhouder.:90-100

### De stadhouder als staatsman

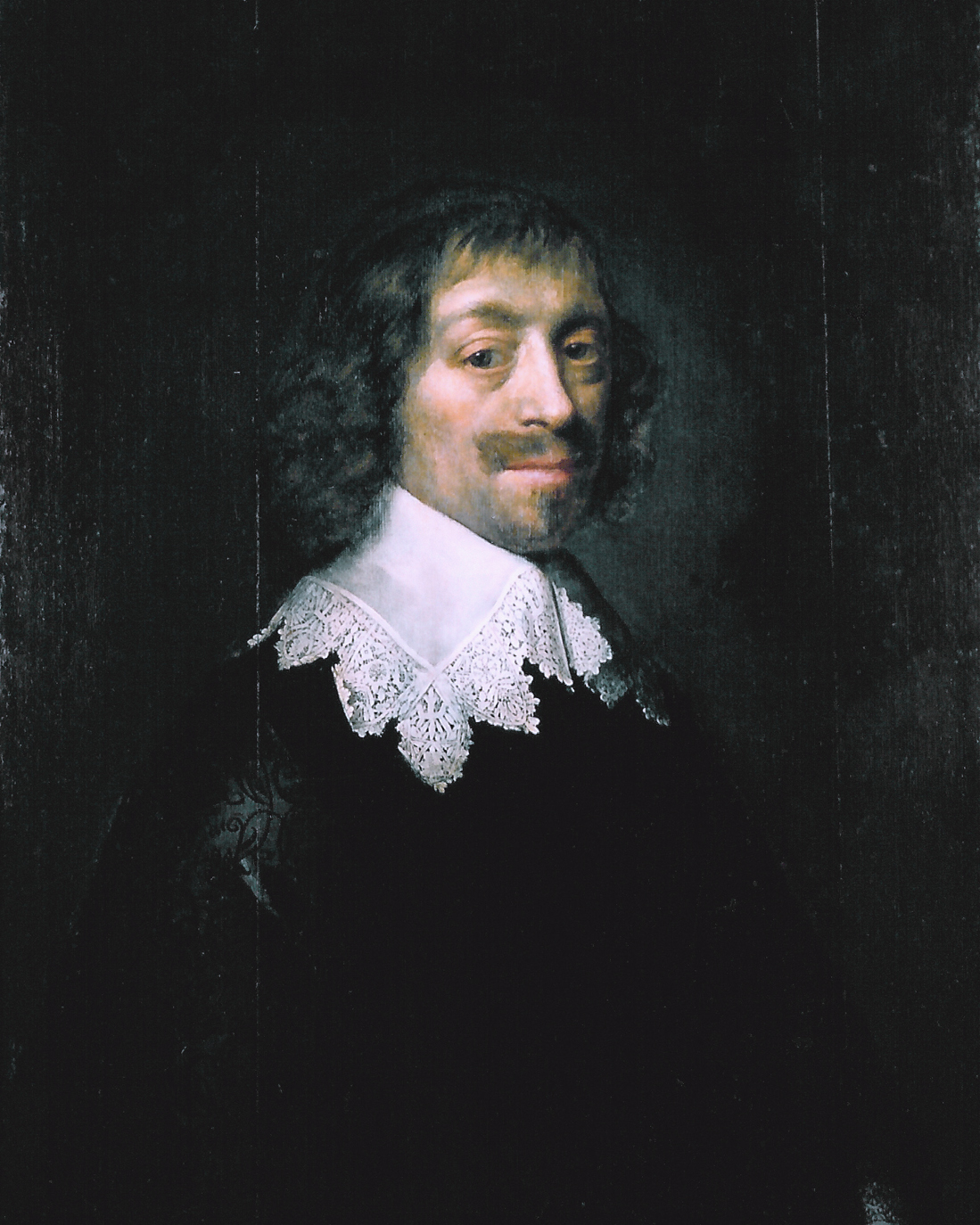
Constantijn Huygens was gedurende Frederik Hendriks stadhouderschap zijn secretaris en adviseur. Door Michiel Jansz van Mierevelt. (1641)

Twintig jaar lang trok Frederik Hendrik vanaf het voorjaar tot in het najaar met het leger eropuit. Hij kon zich dan niet intensief bemoeien met staatszaken. In de wintermaanden, als de legereenheden ingekwartierd waren, hield hij zich er meer mee bezig, zowel met die van de Verenigde Nederlanden, als met die van Holland. Het is niet bekend of Frederik Hendrik regelmatig contact had met de griffiers van de Staten-Generaal. Sinds 1628 was dit de corrupte Cornelis Musch, die tot zijn politieke intimi gerekend werd.
Was Frederik Hendrik in 's-Gravenhage, dan sprak hij als lid van de Raad van State geregeld met de roterende voorzitter en de secretaris. Geleidelijk werd het gebruikelijk dat de president van de Staten-Generaal 's morgens voor de vergadering de prins bijpraatte. Af en toe was hij bij de vergaderingen aanwezig, afhankelijk van wat besproken werd. In 1626 en in 1627 trok hij met de Raad van State naar de Vergadering van Holland om de afgevaardigden te overtuigen dat er geld opgebracht moest worden voor de oorlogsvoering.
Na de dood van Maurits werd Frederik Hendrik in navolging van zijn overleden halfbroer benoemd tot Eerste Edele van Zeeland. In die hoedanigheid had hij het recht om de vergaderingen van de Zeeuwse Staten bij te wonen, maar liet dat over aan een plaatsvervanger. Omdat hij ook markies was van Vlissingen en Veere, twee van de zes steden in de Staten van Zeeland, was hij er onevenredig in vertegenwoordigd.:86
Op 18 juni 1625 werd Constantijn Huygens benoemd tot de secretaris van de Prins.Op 29 juni 1625 zocht Huygens de Prins op in het leger bij Waalwijk en aanvaardde de volgende dag zijn ambt. Hij bleef tot Frederik Hendriks overlijden zijn secretaris. Dankzij zijn verslagen en dagboek is over Frederik Hendrik veel bekend. Ook geven de door de stadhouder geschreven memoires veel informatie. Ze bevatten voornamelijk een chronologische weergave van zijn militaire activiteiten en beslaan de jaren 1621–1645.

#### Secrete besognes
Na het overlijden van Maurits namen de Staten-Generaal meer taken op zich. Belangrijke onderwerpen over oorlogsvoering en internationale politiek werden behandeld in commissies. Deze 'secrete besognes' vergaderden en besloten in het geheim. Omdat veel commissies kwesties behandelden waar Frederik Hendrik als kapitein-generaal mee te maken kreeg, pleegde hij regelmatig overleg. En hoewel hij soms mocht bepalen wie zitting kreeg in de commissies, heeft hij ze nooit volledig naar zijn hand kunnen zetten, hoewel dat lange tijd wel werd aangenomen. Als stadhouder verwierf hij groot gezag, zeker na het behalen van militaire successen, maar zo'n overheersende positie als Maurits heeft hij nooit gekregen.:250 Frederik Hendrik van Oranje ontpopte zich evenwel als een veel bekwamer en gedrevener politicus dan zijn halfbroer Maurits. Hij erkende de enige officiële staatsgodsdienst, maar was van mening dat er ook ruimte moest zijn voor andere stromingen.

#### Binnenlandse spanningen

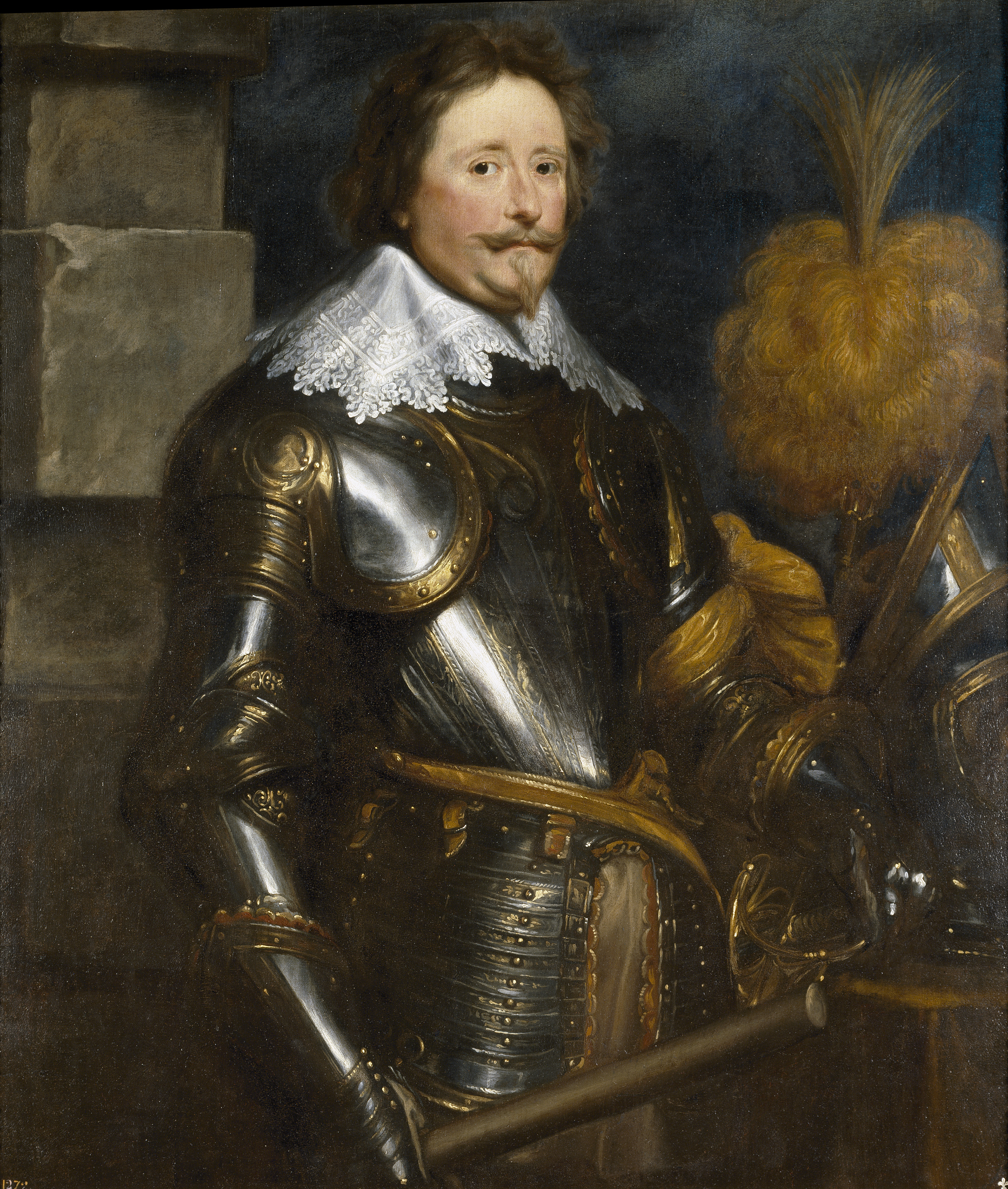
Prins Frederik Hendrik, door Antoon van Dyck, circa 1629.

Sinds de opstand was er in de Nederlanden een religieuze strijd gaande. Eerst tussen katholieken en protestanten. Later ook tussen twee stromingen in het protestantisme: de preciezen (politiek georiënteerde contraremonstranten) en de rekkelijken (politiek georiënteerde remonstranten). De kerkelijke remonstrantse stroming werd verboden sinds de Dordtse synode. Sindsdien was de aanhang afgenomen.
In het midden van de jaren twintig kwam het politieke remonstrantisme op. Dit kwam niet direct voort uit het kerkelijke remonstrantisme, maar had er wel mee te maken. Deze beweging pleitte voor een grotere macht van de afzonderlijke gewesten, voor vrede met Spanje en voor tolerantie richting andere godsdiensten. Dit in tegenstelling tot de contraremonstranten die een sterke Staten-Generaal en stadhouder nastreefden, geen vrede met Spanje wilden en fel waren in het vervolgen van andere godsdiensten.
Na zijn aantreden in 1625 als stadhouder koos Frederik Hendrik voor een gematigder koers. Desondanks was het duidelijk dat hij meer sympathie had voor de politieke remonstranten.:544 Frederik Hendrik erkende het contraremonstrantisme als de enige officiële staatsgodsdienst, maar vond net als zijn mentor de predikant Johannes Uytenbogaert, dat er ruimte moest zijn voor andere stromingen. Hij ondernam geen poging de door de Staten van Holland en West-Friesland uitgevaardigde godsdienstige plakkaten tegen de remonstranten te laten intrekken. Evenmin ondernam hij actie om de plakkaten af te dwingen in steden, zoals Maurits dat gedaan had. Tegen de contraremonstranten trad hij alleen op als de openbare orde in gevaar was; bijvoorbeeld toen in 1628 de contraremonstrantse bevolking van Amsterdam in opstand kwam tegen de remonstrantse vroedschap en Frederik Hendrik met het leger de orde kwam herstellen. Behendig nam hij een middenpositie in om beide partijen afhankelijk van hem te houden. Omdat de preciezen Frederik Hendrik niet aan hun kant hadden staan, werd hun enige wapen de publiciteit door het verspreiden van pamfletten, wat tot een felle pennenstrijd leidde. In de loop der jaren kwamen er heel langzaam meer rekkelijken in de stadsbesturen en vanaf halverwege de jaren dertig van de zeventiende eeuw kregen die de overhand in de Staten van Holland.

### Verlies van Breda
Toen Frederik Hendrik het stadhouderschap overnam, was de Republiek sinds 1590 er het slechtst aan toe.:539 De sfeer in de Verenigde Nederlanden was gespannen en de schatkist nagenoeg leeg. Als opperbevelhebber trachtte Frederik Hendrik vergeefs de belangrijke Brabantse vesting en familie-eigendom Breda te ontzetten, dat belegerd werd door de troepen van Ambrogio Spinola, waarop de stad zich gedwongen overgaf.
In 1624 sloot de Republiek een verdrag met Frankrijk en in 1625 met Engeland. Frankrijk zou jaarlijks financieel aan de oorlog bijdragen en Engeland zou manschappen leveren. De Republiek kreeg daardoor weer de mogelijkheid gebieden op Spanje te heroveren. Besloten werd dat het oosten de hoogste prioriteit had door de dreiging vanuit Oldenzaal, Groenlo en Lingen, die alle in Spaanse handen waren. In 1626 werd alleen Oldenzaal heroverd, omdat de benodigde financiën voor een offensieve veldtocht te laat opgebracht werden. Een poging dat jaar mislukte om Hulst bij verrassing in te nemen.

### Slag om Grolle
De moderne vestingstad Groenlo in het graafschap Zutphen, die net als Oldenzaal door Spinola voorafgaand aan het Twaalfjarig Bestand was veroverd, werd in 1627 heroverd onder leiding van Frederik Hendrik en Ernst Casimir. De aanval lag voor de hand, omdat het in 1627 de enige stad in de Noordelijke Nederlanden was die nog in Spaanse handen was.
De stad werd op 30 juli voor het eerst beschoten. Hulp aan Spaanse zijde kwam niet vanwege geldgebrek, waardoor de commandant van de Spaanse troepen, Hendrik van den Bergh (een volle neef van Frederik Hendrik), alleen hulp kon bieden door met zijn leger dreigende bewegingen te maken. Ook keizer Ferdinand II kon als Spaans bondgenoot geen hulp bieden, omdat hij streed tegen koning Christiaan IV van Denemarken. Op 20 augustus gaf de stad, die destijds bekend stond als Grol of Grolle, zich over.

### Beleg van 's-Hertogenbosch

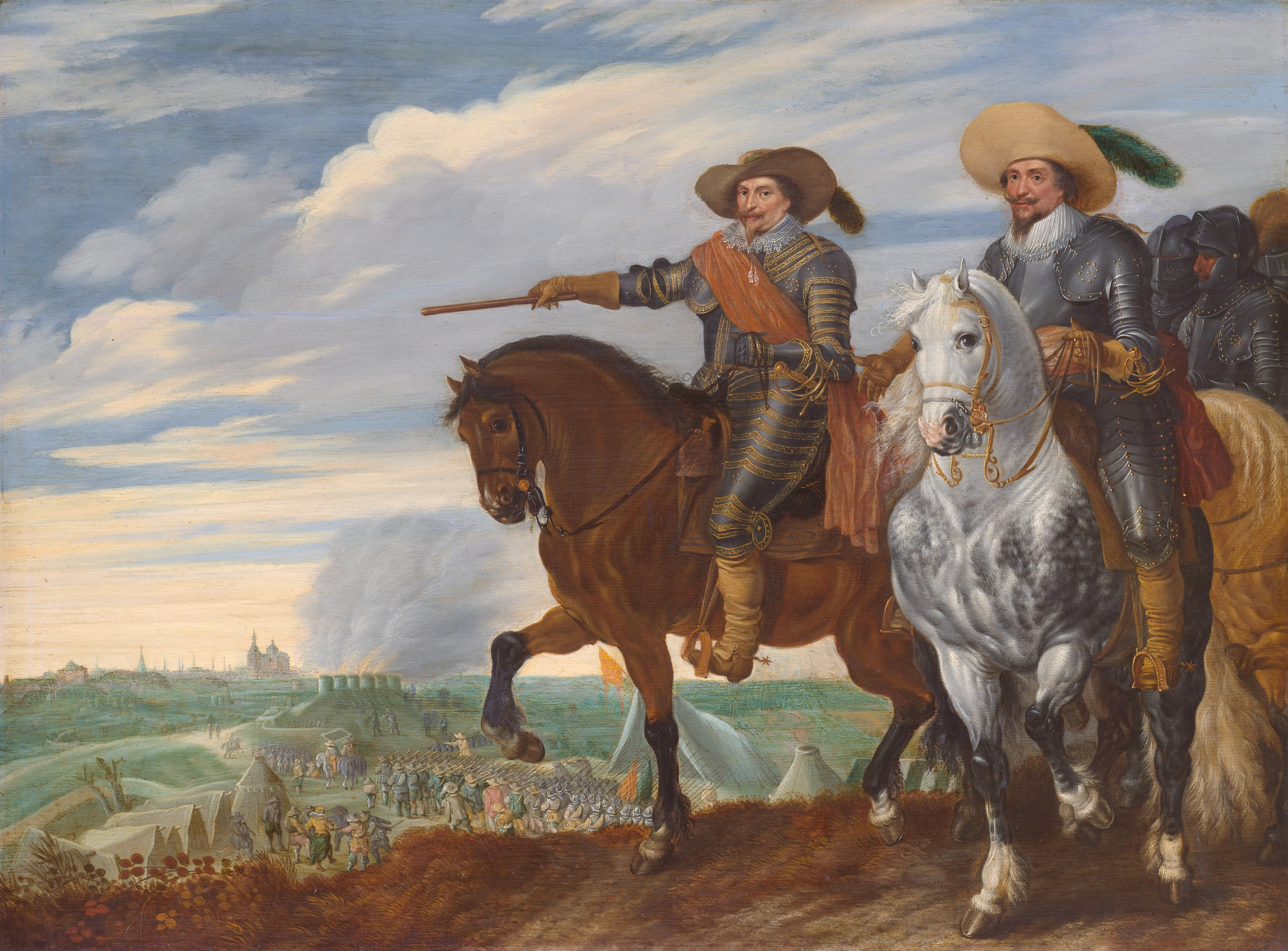
Wijzend prins Frederik Hendrik van Oranje en naast hem Ernst Casimir van Nassau-Dietz bij het Beleg van 's-Hertogenbosch in 1629, door Paulus van Hillegaert, ca. 1629 – ca. 1635.

Sinds 1625 was de situatie in de Republiek op economisch en sociaal gebied verslechterd. Ook op strategisch gebied liep het niet voorspoedig door de uitbreiding van de macht van de Habsburgers over Noord-Duitsland. Toch waren er enkele lichtpuntjes. Zo werd na de Spaanse verovering van Breda de offensieve oorlog door de Spanjaarden gestaakt wegens geldgebrek. Ook de Spaanse bemoeienis met de Mantuaanse Successieoorlog verlichtte de druk op de Republiek. Daarnaast verbeterde de financiële situatie voor de Republiek en raakten Engeland en Frankrijk in oorlog met Spanje.
In 1628 wist de kaper Piet Hein bij de Slag in de Baai van Matanzas een Spaanse Zilvervloot te veroveren, waarmee hij voor de Republiek enorme inkomsten verwierf. Frederik Hendrik kon die goed gebruiken in zijn strijd en tevens enthousiasmeerde het de bevolking om de oorlog voort te zetten. Daarnaast gaf ook de politieke stabiliteit die hij terugbracht hem de mogelijkheid eindelijk een grote belangrijke stad te belegeren. Zijn keus viel op het rooms-katholieke 's-Hertogenbosch dat veroverd werd na een beleg van 4½ maand. Het werd zijn grootste overwinning.:547
De stad met de bijnaam 'moerasdraak' was moeilijk in te nemen door de aanwezigheid van twee stroompjes die in de stad samenkwamen en doordat de omgeving erg drassig was. Ook de uitgebreide verdedigingswerken en nabijgelegen forten bemoeilijkten een belegering. Om 's-Hertogenbosch te veroveren werd er, net als bij het Beleg van Grol (Groenlo), een circumvallatielinie aangelegd, waarmee de stad van de buitenwereld afgesloten werd. Vervolgens werden approches richting de stadsmuren gegraven om de verdedigingswerken op te kunnen blazen. De Spanjaarden probeerden met keizerlijke hulp het Staatse leger weg te lokken door een inval op de Veluwe. De stad Amersfoort werd nog door hen veroverd, maar het Spaanse leger moest zich uiteindelijk terugtrekken doordat de Staatse verovering van Wezel de Spanjaarden isoleerde. Met het opblazen van de verdedigingswerken werd 's-Hertogenbosch tot overgave gedwongen. Overeengekomen werd dat het Bossche garnizoen met alle mogelijke eer de stad mocht verlaten. Frederik Hendrik pleitte voor religieuze vrijheid in 's-Hertogenbosch, maar de Staten-Generaal besloten openlijke uitoefening van het rooms-katholicisme te verbieden.
Koning Filips IV van Spanje was geschokt door het verlies van de Brabantse stad en wilde een wapenstilstand sluiten. Het leek dat Frederik Hendrik voor was, al kan dat gespeeld zijn om de Spanjaarden te misleiden om ondertussen financiële steun te krijgen van de contraremonstranten om de oorlog voort te zetten.

### Veldtocht in Vlaanderen en langs de Maas

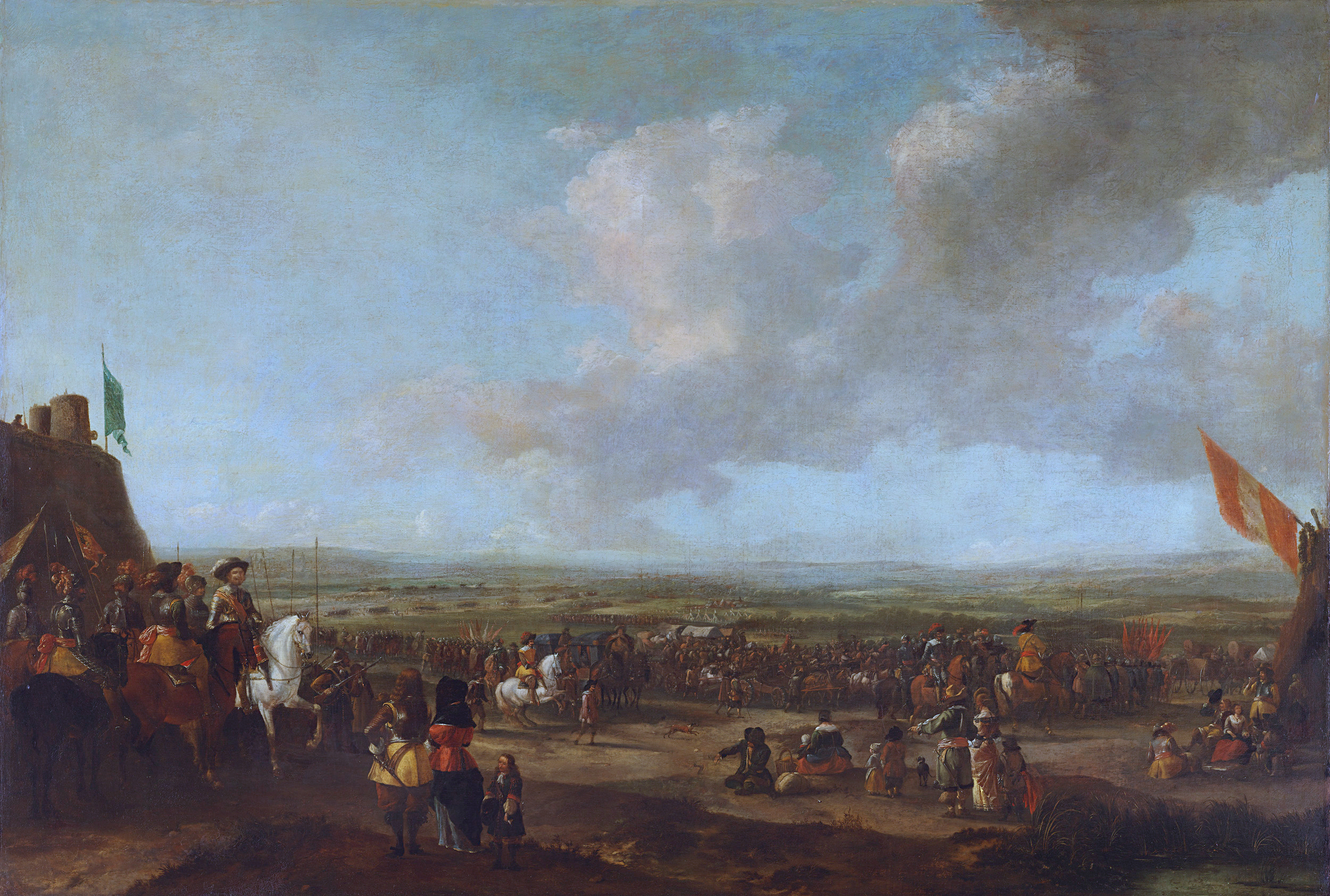
Prins Frederik Hendrik helemaal links op zijn schimmel bij de overgave van het Beleg van Maastricht, geschilderd in de trant van Pieter Wouwerman. (1633-1680)

In de Staten van Holland en West-Friesland was de verdeeldheid over een nieuwe wapenstilstand zo groot dat er een patstelling ontstond, zodat in 1630 op militair gebied niets ondernomen kon worden. Dit werd erg betreurd door de prins, omdat hij door het op dat moment zwakke Spaanse leger, kansen zag iets groots te ondernemen.
In 1631 kwam weer geld beschikbaar en werd gekozen voor een inval in Vlaanderen. Het doel werd Brugge of Duinkerke; die laatste omdat vandaar kapers grote schade aan de Nederlandse handel aanrichtten. Eenendertig jaar eerder had Maurits geprobeerd Duinkerken te veroveren, wat uitmondde in de Slag bij Nieuwpoort. Deze keer is het leger met 30.000 man veel groter en zonder veel weerstand werd het Kanaal Gent-Brugge bereikt. Het bericht over de komst van een groot Spaans leger veroorzaakte ruzie tussen de aanwezige gedeputeerden te velde en de stadhouder over het doorgaan dan wel afblazen van de expeditie. De gedeputeerden trokken aan het langste eind en de aanval werd afgeblazen.:569
In 1632 wilde Frederik Hendrik Antwerpen proberen te veroveren, maar dat werd te zwaar verdedigd. Het doel werd daarom verschoven naar het zuidoosten. Een aantal Zuid-Nederlandse edelen, onder wie Hendrik van den Bergh, was ontevreden over het Spaanse bewind en liep over naar de Republiek. Met behulp van 's-Gravenhage wilden de edelen een staatsgreep plegen en de Zuid-Nederlandse bevolking in opstand laten komen.:466 Van den Bergh zei te kunnen zorgen voor een vrije doortocht langs de Maas.
Op 1 juni begon de Veldtocht langs de Maas. Om de nog te veroveren steden in het zuiden alvast tegemoet te komen, kreeg Frederik Hendrik het bij de Staten-Generaal voor elkaar dat zij die vrijwillig overgingen naar de Republiek, vrijheid van godsdienst kregen. Wel zou er een kerk overgedragen moeten worden aan de gereformeerden. Frederik Hendrik veroverde achtereenvolgens Venlo, Roermond en Sittard. Op 10 juni bereikte de prins Maastricht dat omsingeld werd. Het Spaanse leger was in de Palts en keerde terug naar de nabijheid van Maastricht. Ook een Duits keizerlijk leger onder leiding van Pappenheim arriveerde om het beleg te proberen te breken. Na een mislukte aanval op de Staatse linie vertrok het leger en sloeg het kampement op ten zuiden van de stad. Het beleg vorderde daarop gestaag. Op 19 augustus werd er een bres geslagen en na onderhandelingen capituleerde Maastricht. Omdat de stad zich niet tijdig genoeg had overgegeven, moesten de Maastrichtenaren twee kerken in plaats van één overdragen aan de protestanten. Wel kreeg de stad vrijheid van godsdienst. Een Zuid-Nederlandse opstand bleef uit en er werd om die reden besloten niet door te stoten naar Brussel. Het was daarvoor te laat in het jaar en daarnaast zouden de aanvoerlijnen te lang worden.

### Alliantie met Frankrijk

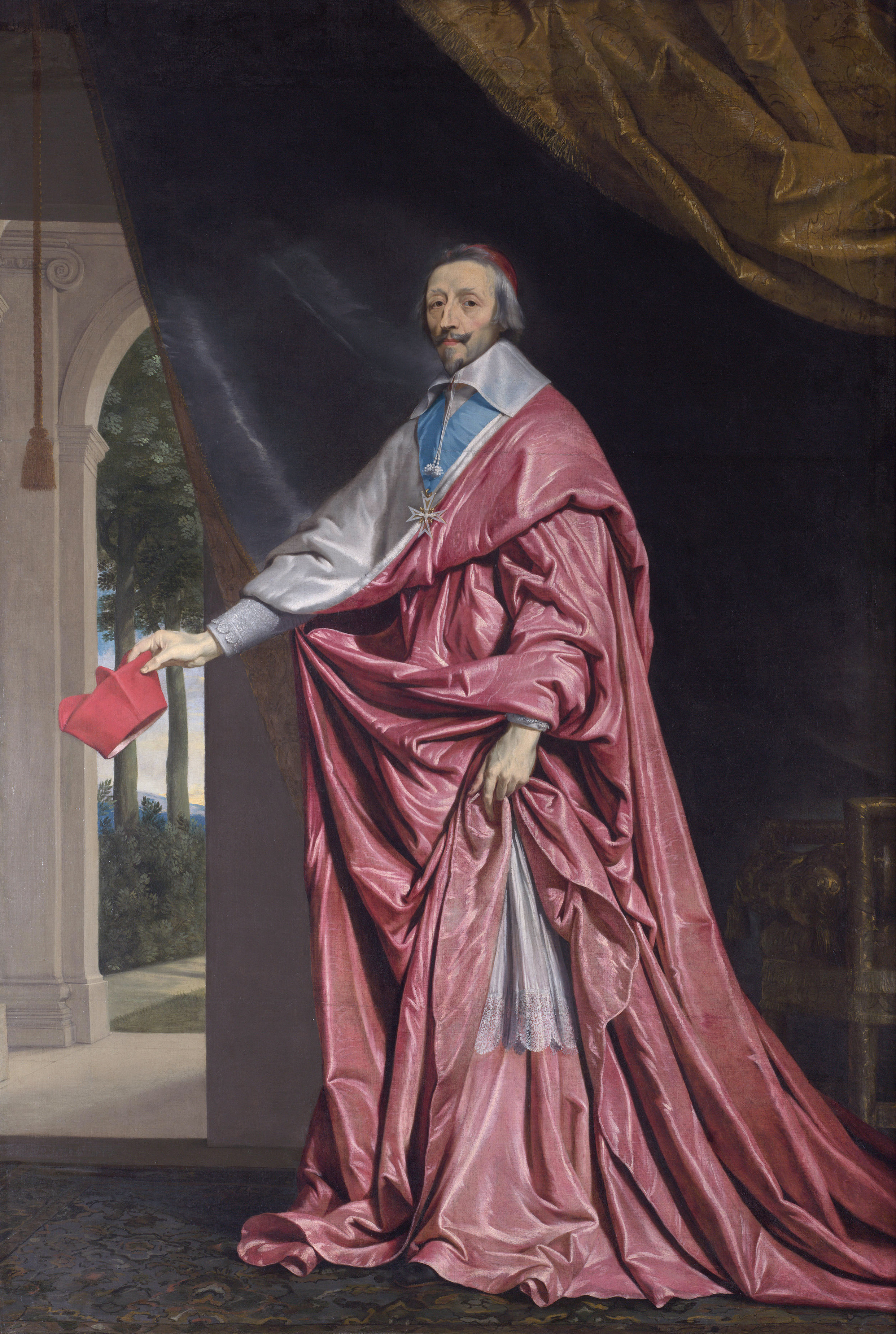
Kardinaal de Richelieu,
de Franse eerste minister,die namens de koning in 1635 met de Republiek een alliantie sloot, geschilderd door Philippe de Champaigne (1633).

Na de Spaanse nederlagen in 1632 kregen de zuidelijke Staten-Generaal toestemming om bij elkaar te komen, voor het eerst sinds de installatie in 1621 van Isabella van Spanje als landvoogdes. Tijdens de vergadering werd duidelijk dat de meeste provincies direct vredesbesprekingen met het noorden wilden. Daarop vertrok een delegatie naar Maastricht waar de noordelijke gedeputeerden te velde waren. Frederik Hendrik was voor vrede en probeerde daarvoor een meerderheid te krijgen. Gewesten als Gelre, Overijssel en Utrecht waren ook voor, Stad en Lande, Friesland en Zeeland tegen, en Holland was verdeeld tussen remonstrantse steden die voornamelijk voor vrede waren en contraremonstrantse die meestal tegen waren.
Veel eisen werden door de zuidelijke onderhandelaars ingewilligd op drie voor de Republiek cruciale na: het behoud van de Nederlands-Braziliaanse bezittingen van de West-Indische Compagnie, het lot van de Meierij van 's-Hertogenbosch dat met de stad zou moeten toevallen aan de Republiek en als belangrijkste de toltarieven voor Vlaamse havens, met name de vrije toegang tot de haven van Antwerpen. Toen de onderhandelingen vastliepen, waren in Holland de remonstrantse steden bereid tot verdere concessies. Daar wilde Frederik Hendrik niet in meegaan en er brak een felle ruzie uit tussen hem en de remonstrantse factie die gesteund werd door de Hollandse raadpensionaris Adriaan Pauw. Toen de remonstranten nog in de minderheid waren in de Staten van Holland hadden zij tegen de contraremonstranten de steun en bescherming van de stadhouder nodig. Daardoor kon Frederik Hendrik op hun steun rekenen. Nu zij in de meerderheid waren, hadden zij zijn bescherming niet meer nodig en konden ze een eigen weg inslaan. Uiteindelijk won Frederik Hendrik de discussie door Utrecht en Gelre te overtuigen zijn advies over te nemen. Hierdoor verkreeg hij voor zijn voorstel een meerderheid in de Staten-Generaal en kwam er voorlopig geen vrede met Spanje.
In plaats daarvan gingen de Staten-Generaal en de prins in op een alternatief: een alliantie met Frankrijk, waarmee het vorige verdrag in 1627 verlopen was. Frederik Hendrik was een van degenen die inzag dat zonder de hulp van de Fransen, de Spanjaarden niet verslagen konden worden. Frankrijk op zijn beurt voelde zich te zeer ingeklemd door Spaans grondgebied en daardoor onveilig. Het vernieuwde bondgenootschap werd op 8 februari 1635 gesloten met de eerste minister van Frankrijk, kardinaal Richelieu. Overeengekomen werd dat de twee landen gezamenlijk de Spaanse Nederlanden zouden aanvallen en onder elkaar zouden verdelen.

### Vorstendom Orange
Maurits erfde in 1618 van zijn halfbroer Filips Willem het bijna driehonderd vierkante kilometer grote vorstendom Orange, vlak bij Avignon. Het jaar erop in de zomer bezocht Frederik Hendrik het voor enkele dagen om er namens zijn halfbroer een nieuw hoofdbestuur te installeren. Het werd zijn laatste verre reis. In 1623 werd Jean de Hertoge van Osmael, heer van Valckenburg, gouverneur van deze soevereine ministaat. Deze kreeg goede banden met Richelieu en in 1628, in het geheim rooms-katholiek geworden, ondertekende hij een overeenkomst om het prinsdom op zijn teken over te dragen aan Frankrijk. Het sein kwam niet, maar Frederik Hendrik, die het prinsdom inmiddels van Maurits geërfd had en zich dus prins van Orange mocht noemen, werd op de hoogte gebracht en stuurde gezanten om Valckenburg af te zetten. Dit mislukte, waarna een nieuwe poging met zijn Zeeuwse adviseur Johan de Knuyt werd ondernomen, waarbij Valckenburg om het leven kwam. Zijn opvolger werd een halfjaar later vermoord. Uit onderschepte brieven bleek dat Richelieu daarbij betrokken was. Desondanks bleven de betrekkingen tussen de prins en de kardinaal voor de Republiek zo belangrijk dat het niet tot een merkbare verslechtering leidde van de relatie tussen beide landen.:317

### Geallieerde veldtocht en Schenkenschans
Gedurende 1633 waren er verder weinig militaire activiteiten. Rijnberk werd nog ingenomen, alsook Lingen, een persoonlijk eigendom van Frederik Hendrik dat verlaten werd door het keizerlijke leger. Het twee jaar ervoor veroverde Maastricht werd door de Spanjaarden belegerd, maar dezen braken het beleg op toen Frederik Hendrik Breda omsingelde. Dat beleg werd ook opgebroken.

Het Beleg van Schenkenschans in april 1636, door Gerrit van Santen (1636-1687).

De samenwerking met de belangrijkste provincie Holland werd steeds moeilijker voor Frederik Hendrik vanwege de tegenstellingen met de remonstrantse factie geleid door Adriaan Pauw. Voordat zijn herverkiezing kwam als raadpensionaris in maart 1636, werd Pauw op een diplomatieke missie naar Parijs gestuurd,:585 waar hij een van de onderhandelaars werd over het met Frankrijk te sluiten nieuwe alliantieverdrag. Tijdens zijn afwezigheid werden drie zwakkere kandidaten naar voren geschoven waarmee de prins beter kon samenwerken, waarvan de keuze op Jacob Cats viel.
In het nieuwe pact met Frankrijk werd overeengekomen dat Frankrijk en de Republiek elk een landmacht van 25.000 soldaten en 5.000 ruiters zouden oproepen die gezamenlijk zouden worden ingezet.:441 Frederik Hendrik had het opperbevel. Beide legers verzamelden zich aanvang juni bij Meerssen, vlak bij Maastricht, en trokken op naar Tienen in Brabant dat op 10 juni na een heftige strijd ingenomen en leeggeplunderd werd. De volgende stap was de geplande inname van Leuven, een marsdag verwijderd van Tienen en de laatste horde voordat Brussel kon worden aangevallen. Een groot minpunt was dat het Franse leger inmiddels tot 19.000 soldaten gereduceerd was, omdat door geldgebrek geen soldij betaald werd, waarop velen deserteerden. Daarnaast was er te weinig proviand geregeld om het nog steeds grote leger langere tijd van voedsel te voorzien. Frederik Hendrik verwachtte echter dat Leuven na de gruwelijkheden in Tienen zich snel zou overgeven, maar de stad bood fel weerstand. Na anderhalve week werd het beleg opgebroken wegens het verzwakte Franse kamp, voedselgebrek en naderende keizerlijke troepen.:243-250
Frederik Hendrik trok zich met de restanten van het Franse leger terug in de omgeving van Roermond, maar werd gedwongen daar te vertrekken toen de vesting Schenkenschans, op een landtong op de splitsing van de Waal en de Rijn en een van de belangrijkste schakels in de verdedigingslinie van de Republiek, eind juli dat jaar werd veroverd door het Spaanse leger van de landvoogd, kardinaal infant Ferdinand van Oostenrijk.:584 Met Schenkenschans in handen bedreigde Spanje de provincies Utrecht en Gelre. Frederik Hendrik omsingelde de landtong. Eind april 1636 werd de vesting na een onophoudelijk bombardement heroverd. Het Franse leger had zich in februari, nog maar 9.000 man sterk, al naar Frankrijk teruggetrokken. De gezamenlijke veldtocht van 1635 was een fiasco geworden en met de Fransen werd overeengekomen in het vervolg apart van elkaar te opereren. Wel hielden de twee partijen overleg om de plannen op elkaar af te stemmen.
Naast opperbevelhebber van het leger was Frederik Hendrik admiraal generaal van de vloot, die gebruikt werd om het land, de handel en de visserij te beschermen tegen de Duinkerker kapers, Spaanse schepen en eventuele Engelse overlast. Onmogelijk kon hij beide functies waarnemen en daarom benoemde hij een luitenant-admiraal die de controle kreeg over de vloot. Zijn keuze viel na de dood van Piet Hein in 1632 op zijn vertrouweling Filips van Dorp, wiens admiraalschap een grote mislukking werd door een gebrek aan bekwaamheid en leiderschapskwaliteiten.:460 Uiteindelijk werd hij in 1637 teruggeroepen en afgezet om plaats te maken voor Maarten Tromp.

### Breda en naderende vrede

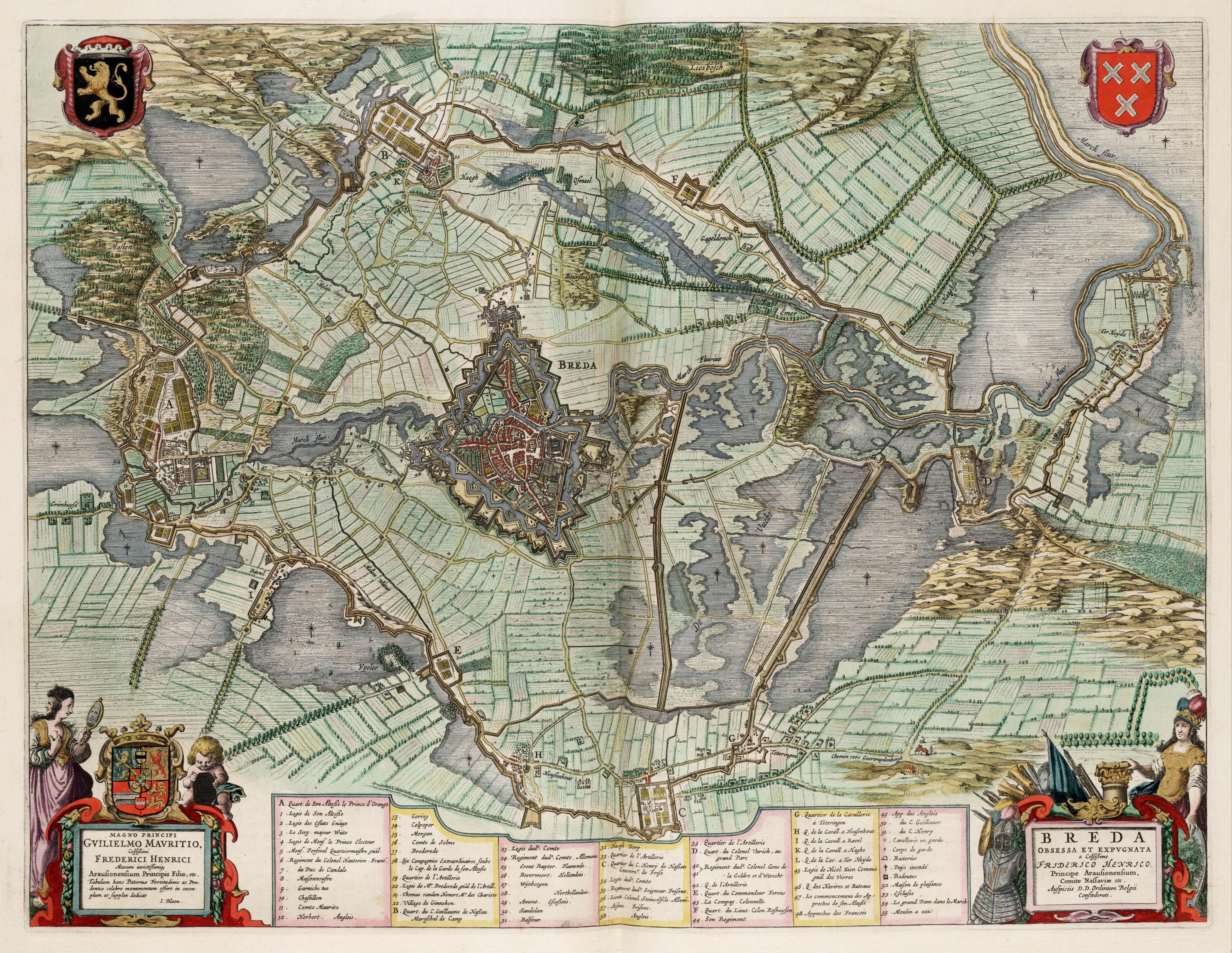
Kaart van het Beleg van Breda in 1637 met de circumvallatielinie en de kwartieren voor de soldaten. Vervaardigd door Joan Blaeu, afkomstig uit de Atlas van Loon (1649).

Voordat Frederik Hendrik in 1637 het Beleg voor Breda sloeg, werd hij door de Franse diplomaat Hercule de Charnacé overgehaald eerst Duinkerken te veroveren. Na drie weken ingescheept voor de kust te hebben gewacht, werd besloten de aanval af te breken. Ook Hulst kon niet bij verrassing ingenomen worden, waarna de keuze viel op Breda. Het beleg werd gevoerd in de trant van de belegeringen van 's-Hertogenbosch en Maastricht, dus als een omsingeling met een circumvallatielinie en het richting de stadsmuren graven van approches. Breda capituleerde na bijna drie maanden. Terwijl Frederik Hendrik de stad belegerde, wist de Spaanse generaal en landvoogd de kardinaal infant vrij gemakkelijk de steden Venlo en Roermond te heroveren.
Na de verovering van Breda werd het steeds moeilijker voor Frederik Hendrik geld los te krijgen bij de provincies en voornamelijk bij Holland, de belangrijkste van de zeven. Daar had ondertussen de remonstrantse factie de overhand en die was tegen het voortzetten van de oorlog en wilde het leger inkrimpen. Frederik Hendrik zag zijn missie echter niet als volbracht. Hij wilde op zijn minst nog Antwerpen veroveren. Het bleef echter bij de verovering in 1641 van Gennep en de Vlaamse steden Sas van Gent drie jaar later en Hulst in 1645. Dit was voor hem erg frustrerend, omdat Spanje militair gezien er slecht voorstond.:498 Zo was de Spaanse vloot onder de zuidkust van Engeland door Maarten Tromp eind oktober 1639 vernietigend verslagen in de Zeeslag bij Duins en het landleger van Spanje was bij de Slag bij Rocroi in mei 1643 onder de voet gelopen door de Fransen, waarmee de Republiek nog steeds een aanvalsverdrag had. Dat bood kans op meer militaire successen in de Zuidelijke Nederlanden, maar dat hadden de Hollanders er niet meer voor over. Frankrijk benutte die mogelijkheden wel en veroverde meerdere steden op de Spanjaarden. Wel werden er door het Staatse leger diverse pogingen gewaagd om Antwerpen te veroveren, zoals in 1638. Door het toen lange wachten van Frederik Hendrik met het inzetten van het hoofdleger werd zijn vooruit gestuurde neef Willem van Nassau-Siegen verslagen bij de Slag bij Kallo.:537 In 1646 deed de stadhouder een laatste poging Antwerpen te herwinnen; hij sloeg een beleg voor de stad, maar slaagde opnieuw niet.
Toen in 1640 de stadhouder van Friesland, Stad en Lande en Landschap Drenthe Hendrik Casimir I van Nassau-Dietz overleed, die in 1632 zijn vader Ernst Casimir opvolgde, wilde zijn broer Willem Frederik van Nassau-Dietz de functie overnemen. Hij zocht daarvoor steun bij Frederik Hendrik, maar die wilde zelf stadhouder worden. Ook de Staten-Generaal wilden dat – bij de stemmingen onthielden de afgevaardigden van Friesland en Stad en Lande zich – en stuurden een delegatie naar de Friese Provinciale Staten om voor hem te pleiten. Voordat die arriveerde, werd Willem Frederik door Friesland benoemd tot stadhouder. In de gewesten Stad en Lande en Drenthe daarentegen werd Frederik Hendrik aangesteld. Erg blij was Frederik Hendrik niet dat Friesland aan hem voorbij ging en als vergelding kreeg Willem Frederik geen hoge rang in het Staatse leger.:517

## Legeraanvoerder
Frederik Hendrik verschilde op het gebied van commandovoering met zijn voorganger Maurits. Zijn halfbroer hield incidenteel krijgsberaad. Frederik Hendrik daarentegen hechtte er meer waarde aan en hield vrij structureel bijeenkomsten. Van nature was hij enigszins onzeker, wat mogelijk geleid heeft tot een aantal nederlagen, zoals die bij de Slag bij Kallo. Bij het Beleg van 's-Hertogenbosch werd een krijgsberaad gehouden toen bekend werd dat de Spanjaarden de rivier de IJssel waren overgestoken. De vraag was of het beleg opgeheven moest worden en de vijand te verjagen. Een van de officieren wilde het beleg opbreken, omdat volgens hem een gewest meer waard was dan een stad. De gedeputeerde te velde Floris II graaf van Culemborg, kolonel Haulterive en de Engelse legercommandant Horatio Vere wilden blijven, waarop Frederik Hendrik bleef.
Sinds 1643 was de macht van Frederik Hendrik afgenomen tegenover de Staten. Toen de stadhouder in 1643 in Vlaanderen gelegerd was, wilde hij in Hulst een stormaanval uitvoeren op fort Nassau, maar dat werd ontraden door de gedeputeerden te velde. Tijdens een krijgsberaad kwamen alternatieven naar voren, zoals een aanval op Sluis, Lier, Herentals of Oostende, maar omdat er berichten waren dat een Spaans leger onderweg was, kozen alle kolonels voor een vertrek en een aanval langs de Maas op Venlo en Roermond. De gedeputeerden uit Gelre, Holland en Zeeland eisten daarentegen dat hij in Vlaanderen bleef. Omdat Holland de grootste geldschieter was, woog de wens van dit gewest het zwaarst en Frederik Hendrik besloot te blijven. Anders dan Maurits schikte de prins minder snel naar de wensen van de gedeputeerden, die vaak andere dan militaire motieven hadden.:515
Net als Maurits en Willem Lodewijk was Frederik Hendrik een echte soldatengeneraal. Hij was sterk en sliep net als de andere militairen in een tent, hoewel die van hem veel luxueuzer was. Soms deed hij, als dat volgens hem nodig was, in de voorste linies mee aan de gewapende strijd, ondanks dringende verzoeken van de Staten om dat voor zijn veiligheid aan anderen over te laten. Frederik Hendrik vond het echter te belangrijk. Dat zijn manschappen de witte pluim van zijn hoed op de gevaarlijkste plekken zagen opduiken, werkte volgens hem inspirerend.

## Vorstelijk vertoon

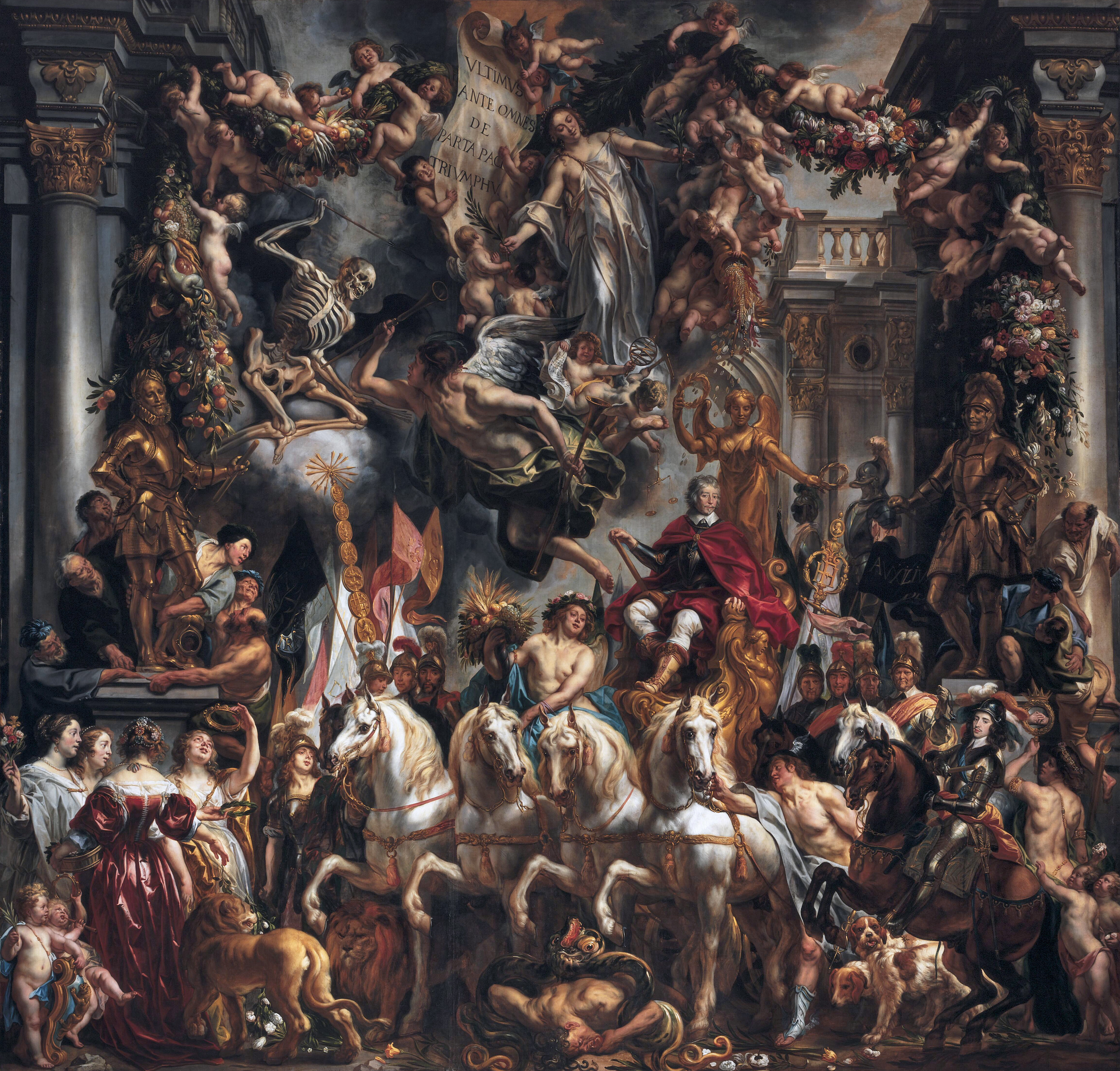
Frederik Hendrik de Triomfator door Jacob Jordaens, in de Oranjezaal, Huis ten Bosch, na zijn dood in opdracht van Amalia van Solms geschilderd.

In de jaren dertig van de zeventiende eeuw kende de Republiek een speculatieve economische opleving. Zo steeg de waarde van de aandelen van de Verenigde Oostindische Compagnie spectaculair en ontstak de tulpenmanie. Frederik Hendriks inkomen steeg in 1637 flink tot 650.000 gulden door de opleving van de landbouw – hij inde veel pachtgelden – en de herovering van persoonlijke eigendommen als Lingen en Breda.:588
De Engelse koning Karel I nam hem in 1627 op als ridder in de Orde van de Kousenband. Keizer Ferdinand II van het Heilige Roomse Rijk trachtte hem, vanwege zijn titel als graaf van Meurs, te verheffen tot rijksvorst, maar de Staten–Generaal blokkeerden dat.
In 1630 kreeg Frederik Hendrik het met de Akte van Survivance voor elkaar dat Overijssel en Utrecht vastlegden dat zijn toen vierjarige zoon Willem aangewezen werd als zijn opvolger als stadhouder in die provincies. Een jaar later volgden Holland en Zeeland en in 1632 Gelre. De Staten-Generaal legden op 26 mei 1637 vast dat Willem bij het overlijden van zijn vader hem zou opvolgen als kapitein- en admiraal generaal van de Unie.:337-338,349,481
Een belangrijke verbetering van zijn status werd ook de opwaardering van zijn aanspreektitel door de Franse koning Lodewijk XIII in januari 1637 van 'excellentie' naar Altesse (Hoogheid). Zodoende kreeg het stadhouderschap een monarchaal karakter. Het echtpaar wilde zich spiegelen aan Europese vorstenhuizen. Het verblijf van Frederik Hendriks' neef, 'winterkoning' Frederik I van Bohemen en zijn vrouw Elizabeth Stuart, met hun entourage, versterkte het verlangen van het echtpaar om zijn status en dat van het Huis van Oranje te vergroten.

### Huwelijkspolitiek

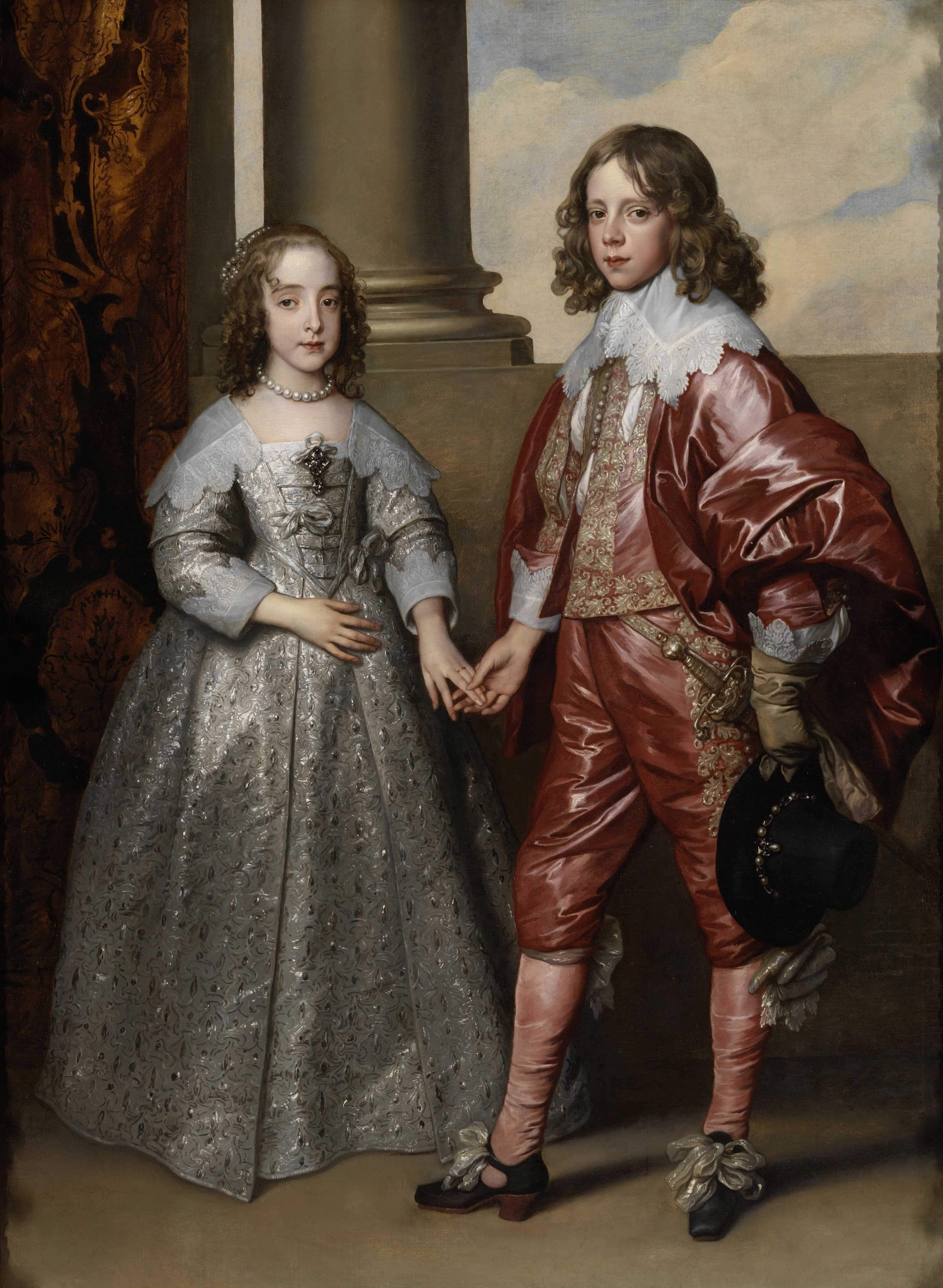
Frederik Hendriks zoon Willem met zijn bruid Mary,
de dochter van koning Karel I van Engeland, door Anthony van Dyck (1641).Het huwelijk verhoogde het stadhouderlijk prestige enorm.

Frederik Hendrik en Amalia wisten voor hun kinderen voorname huwelijken te sluiten. Het hoogtepunt in dynastiek opzicht werd het huwelijk van hun toen veertienjarige zoon Willem met de negenjarige prinses Mary Stuart, de oudste dochter van Karel I.
Spanje wilde in zijn strijd tegen de Republiek de banden met Engeland verbeteren en een huwelijk tussen Mary Stuart en de Spaanse kroonprins Baltasar Carlos zou dat moeten bevestigen. Voor de Republiek waren deze nauwere banden tussen Engeland en Spanje een bedreiging. In opdracht van Frederik Hendrik werd daarom geprobeerd een huwelijk te sluiten tussen Willem met eveneens een Engelse prinses. Karel I bood in eerste instantie zijn tweede dochter aan, zodat de oudste beschikbaar bleef voor de Spaanse kroonprins. Frederik Hendrik ging akkoord, omdat dit voor zijn prestige toch een verbetering inhield én ook op strategisch gebied voor de Republiek.:95 De huwelijksonderhandelingen met Spanje verliepen echter zo moeizaam dat deze mislukten en Karel alsnog zijn oudste dochter afstond aan Willem.
Het paar trouwde op 12 mei 1641. Voor de Engelse koning was de uithuwelijking aan iemand van lagere stand een aanzienlijke concessie, maar hij hoopte ermee meer steun te krijgen van het parlement, waarmee hij constant overhoop lag, onder meer omdat hij de rooms-katholieken in Engeland te veel vrijheid zou geven. Door een van zijn dochters met een protestantse erfopvolger te laten trouwen, hoopte hij die kritiek te pareren. De politieke situatie in Engeland verslechterde gedurende de Engelse Burgeroorlog echter zodanig dat de Engelse koningin naar de Republiek vluchtte. Zij zocht bij Frederik Hendrik steun voor haar echtgenoot, maar de stadhouder stelde zich niet erg toeschietelijk op en wilde uiteindelijk alleen helpen, omdat hij zich daartoe gedwongen voelde door het huwelijksverdrag.:102-103 In plaats van een gewapende strijd zag hij met de Staten-Generaal meer heil in een bemiddelingspoging tussen de koning en het parlement, maar uiteindelijk werd Karel I gevangengenomen en onthoofd.
Frederik Hendriks dochter Louise trouwde met keurvorst Frederik Willem I van Brandenburg. Albertine huwde haar achterneef, de stadhouder van Friesland, Groningen en Drenthe, Willem Frederik van Nassau-Dietz. Via dit echtpaar stamt het Koninklijk Huis (sinds 1813) in Nederland in de vrouwelijke lijn direct af van Willem van Oranje. Vanwege de familiebanden met Engeland en Brandenburg werden deze landen onder de latere stadhouder Willem III van Oranje belangrijke bondgenoten van de Republiek.

### Hof

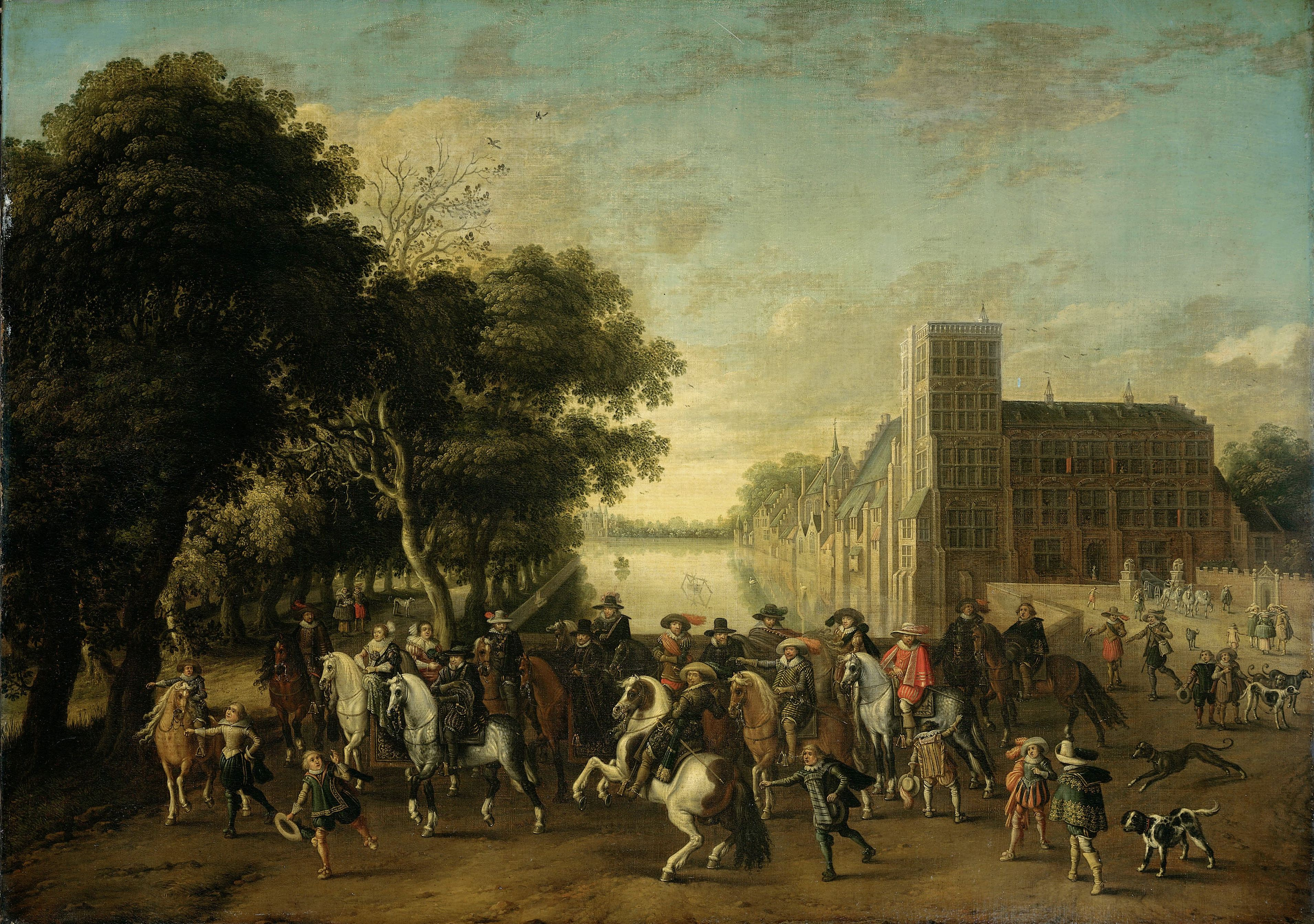
Prins Maurits in gezelschap van onder andere prins Frederik Hendrik, Frederik van de Palts en diens vrouw Elizabeth Stuart, de voormalige koning en koningin van Bohemen, op het Buitenhof in 's-Gravenhage. De achtergrond het Binnenhof met daarvoor het Stadhouderlijk Kwartier.

Het hof van Frederik Hendrik was ontstaan uit dat van Maurits. Het ontwikkelde zich geleidelijk tot een belangrijk instrument waarmee de Oranjes zich presenteerden. Buitenlandse diplomaten bezochten het om de belangen van hun land te vertegenwoordigen of om informatie over de politieke ontwikkelingen in de Republiek in te winnen. Hoge officieren verbleven er wanneer het leger niet op veldtocht was om de strategie van het komende jaar te bespreken. Internationale verwanten die vaak een invloedrijke militaire of bestuurlijke functie hadden, zoals Johan Maurits van Nassau-Siegen, logeerden er regelmatig. Verder verbleven aan het Binnenhof in 's-Gravenhage de bestuurders en ambtenaren die zitting hadden in de gewestelijke en centrale overheidsorganen.
Model stond het Franse hof waar veel voorschriften en modellen over bijvoorbeeld de etiquette vandaan kwamen. Vele feesten en jachtpartijen werden er gegeven. Personen die het dichtst bij Frederik Hendrik en Amalia stonden, hadden de hoogste rang en status. Tweemaal per dag tijdens het eten werd de hiërarchie van hovelingen bevestigd doordat in meerdere rondes werd gegeten. De eerste met Frederik Hendrik bevatte de beste gerechten. De latere kregen de restanten en aanvullingen van mindere kwaliteit. Door invloedrijke personen op te nemen in zijn hofhouding kon Frederik Hendrik zijn politieke steun nationaal en internationaal vergroten.
Het hof had zich onder Frederik Hendrik voor een korte tijd ontwikkeld tot een van bijna Europese allure.:16 Dit werd mogelijk door de gunstige economische situatie, door Frederik Hendriks gedragingen als staatsman en veldheer, zijn inkomen, door zijn ambitie en kunde en niet in het minst door de hulp van zijn echtgenote Amalia. Tot een hof als in Frankrijk met zijn grote aantrekkingskracht heeft het zich echter nooit ontwikkeld. Veel calvinisten hadden grote kritiek op de geld verkwistende pracht en praal van zijn paleizen, evenals op zijn verwoede pogingen een monarchale dynastie te stichten.

### Paleizen

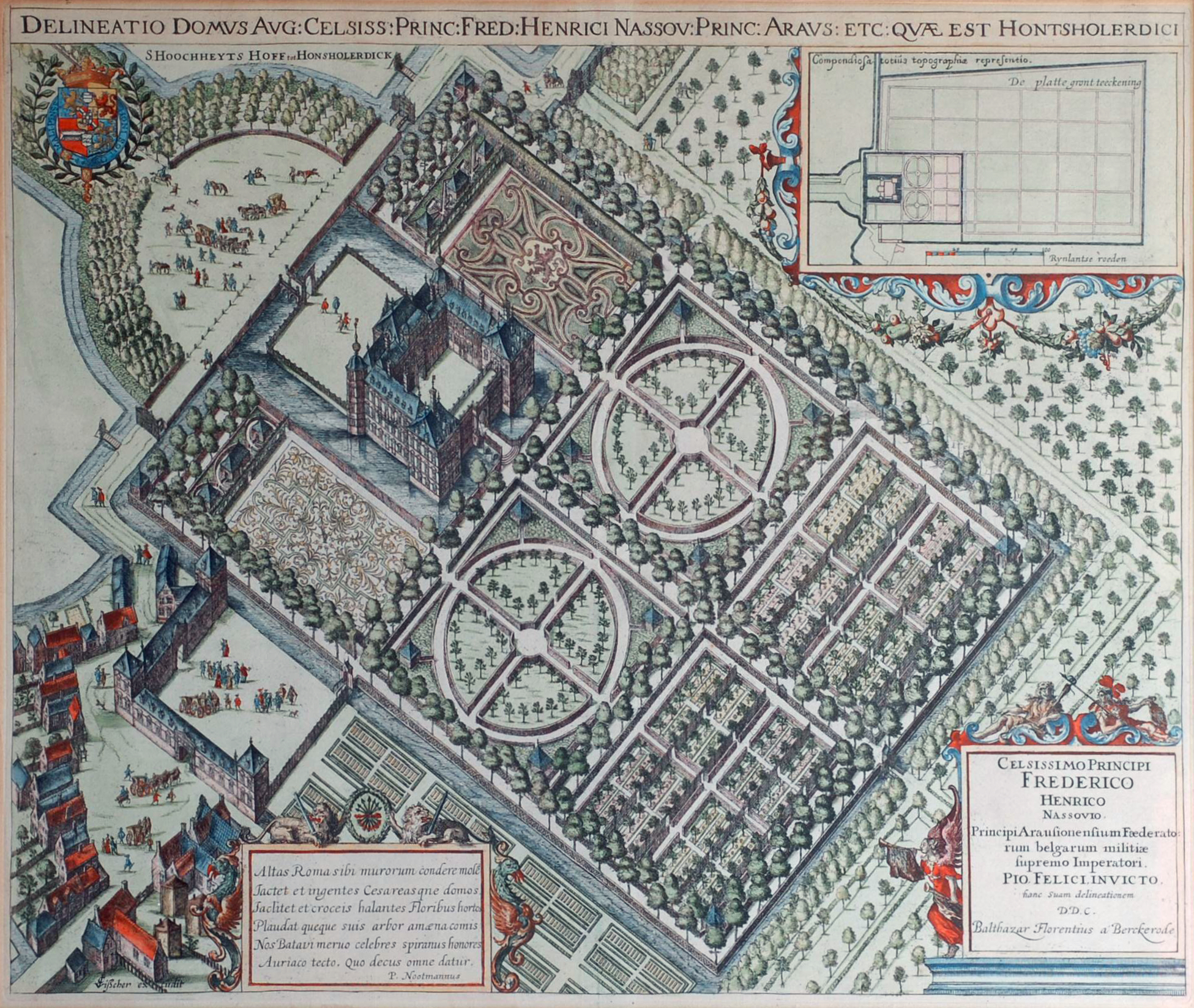
Het Huis Honselaarsdijk in het Westland onder Den Haag werd gebruikt als jachtslot en zomerresidentie voor het hof. Dit paleis was aanzienlijk groter dan het Huis ter Nieuburch, door Balthasar Florisz. van Berckenrode (eerste helft 17e eeuw).

Met het toegenomen prestige werd Frederik Hendrik in het buitenland niet langer als dienaar van de Staten gezien, maar als gelijkwaardig partner. Zijn paleizen moesten daar aan bijdragen. Hij gold als een kenner en liefhebber en was zijn hele volwassen leven bezig met het bouwen en verbouwen van paleizen, naar Frans voorbeeld. Daarbij was hij actief betrokken bij de ontwerpfase, ook als hij op veldtocht was.:105-107 Onder andere liet hij Huis ter Nieuburch in Rijswijk en Huis Honselaarsdijk in het huidige Honselersdijk bouwen, die beide niet meer bestaan. Hij verbouwde Paleis Noordeinde in 's-Gravenhage, toen Het Oude Hof geheten, en de stadhouderlijke verblijven van het plaatselijke Binnenhof, zijn vaste onderkomen. Zijn vrouw Amalia mocht met Paleis Huis ten Bosch (destijds was de naam Sael van Oranje) een zomerhuis buiten 's-Gravenhage neerzetten, terwijl het Huis Buren en het Kasteel van Breda opnieuw werden ingericht. Zijn paleizen werden gebruikt voor grootse feesten en ontvangsten. Rondom werden uitgestrekte tuinen aangelegd met strikt mathematische proporties en geometrische vormen. Beroemde architecten uit binnen- en buitenland waren betrokken bij het ontwerp, bouw en de aanleg van de tuinen.

### Kunstcollectie
Ook een omvangrijke kunstcollectie moest het aanzien vergroten. Met Amalia deelde hij zijn passie voor schilderijen. Hij had een collectie die uit 400 à 600 werken bestond. Een deel had Frederik Hendrik geërfd van Maurits en van zijn moeder, een deel was geschonken door vrienden en overheden, maar het overgrote deel werd gekocht.:36 De collectie bevatte stukken van onder anderen Peter Paul Rubens, Jan Lievens, Gerard van Honthorst, Cornelis van Poelenburch en Anthony van Dyck. Van Rembrandt van Rijn werden tussen 1625 en 1633 dertien schilderijen aangeschaft.
In Huis ten Bosch werd na de dood van Frederik Hendrik door Amalia de Oranjezaal aan hem opgedragen. De muren en het plafond werden in de jaren 1648-1652 beschilderd met voorstellingen uit zijn leven. Hij werd afgebeeld als een door God aangestelde vorst, waarbij zijn daden en deugden op heroïsche wijze verheerlijkt werden.

### Illustere School
In het door hem heroverde Breda, erfstad van de Oranjes, stichtte Frederik Hendrik in 1646 uit middelen van hemzelf en zijn echtgenote een prestigieuze Illustere School, die naar zijn familie het Oranjecollege ging heten. Uit verscheidene Europese landen kwamen er in de aanvangsjaren buitenlandse studenten op af. Van hieruit zou volgens plan de protestantisering van Brabant ter hand genomen moeten worden.
Door zijn grote uitgaven aan de bouw- en tuinkunst, portretkunst en mode heeft het stadhouderlijke paar een belangrijke bijdrage geleverd aan de ontwikkeling van deze kunsten in de Republiek.

### Titulatuur

Wapen vanprins Frederik Hendrik van Oranje

Aan het eind van zijn leven voerde Frederik Hendrik onder andere de volgende titels:
- Prins van Orange
- Graaf van Nassau, Katzenelnbogen, Vianden, Diez, Lingen, Meurs, Buren en Leerdam
- Markies van Veere en Vlissingen
- Heer en baron van Breda, de stad Grave en de landen van Cuijk, Diest, Grimbergen, Herstal, Cranendonck, Waasten, Arlay, Nozeroy, St. Vith, Daasburg, Polanen, Willemstad, Niervaart, Steenbergen,[d] IJsselstein, Sint-Maartensdijk, Geertruidenberg, Château-Renard, de Hooge en Lage Zwaluwe en Naaldwijk
- Erfburggraaf van Antwerpen en Besançon.[16]:30

## Overlijden

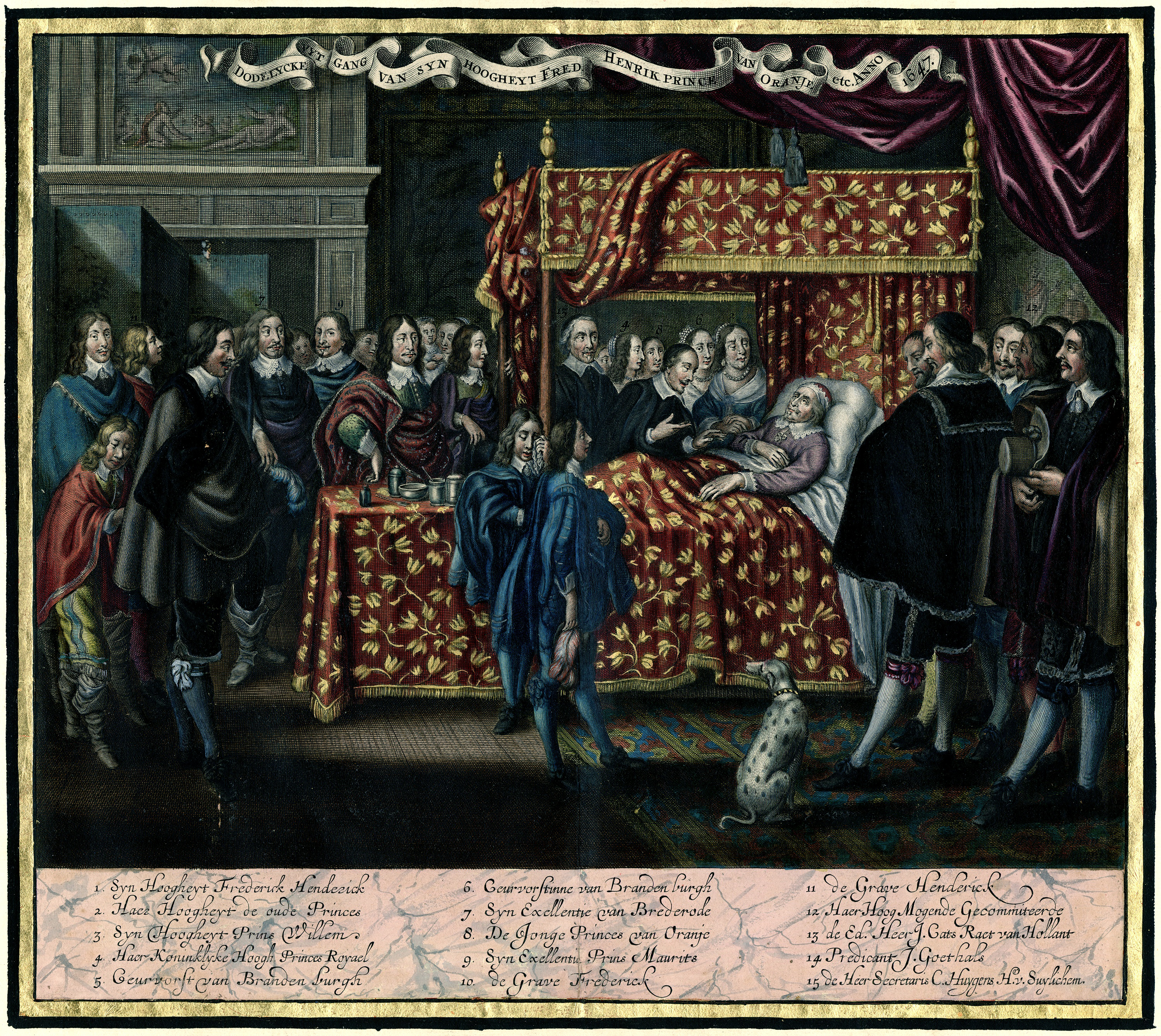
Prins Frederik Hendrikop zijn sterfbed, omringd door familie en vrienden,prent van Cornelis van Dalen naar een schilderij van Adriaen Pietersz. van de Venne (1647).

Al jaren voor zijn overlijden leed Frederik Hendrik aan hevige jichtaanvallen. Langzaam takelde hij af, wat hem niet weerhield met het leger op campagne te gaan. In de zomer van 1646 kreeg hij een beroerte, waarschijnlijk twee binnen vijf dagen, die hem tijdelijk het spreken belette.:549 Volgens een brief van Willem Frederik van Nassau-Dietz van 4 juli 1646 gedroeg Frederik Hendrik zich aan het eind van zijn leven kinderlijk tegenover zijn echtgenote. Constantijn Huygens liet dat jaar aan Amalia van Solms weten dat haar man ziekelijk en zwak is, lastig in de omgang en regelmatig geestelijk instabiel. Een staaltje van dat laatste geeft de Franse maarschalk Antoine III de Gramont in zijn memoires als hij schrijft dat hij in 1646 bij Frederik Hendrik op bezoek ging om te praten over een aanval op de Spaanse Nederlanden en in plaats daarvan door de prins bij de hand genomen werd, zwijgend door de kamer werd geleid en het voorstel kreeg met de prins een allemande te dansen, omdat de Fransman die kans nooit meer met hem zou krijgen. Toch dacht de prins er niet aan het opperbevel over te laten dragen aan zijn zoon Willem. Hun opvattingen lagen daarvoor te ver uit elkaar.
Op 15 januari 1646 werden afgevaardigden uit de Republiek naar Münster gezonden, waar onderhandeld werd over het beëindigen van de Tachtigjarige Oorlog. Een van hen was Johan de Knuyt, die met de Spaanse koning ook een overeenkomst moest sluiten over de bezittingen van de prins in de Zuidelijke Nederlanden. Tegen de tijd dat de afgevaardigden vertrokken, is Frederik Hendrik geen voorstander van vrede. Amalia is inmiddels voor en mede door haar werd Frederik Hendrik vanaf juli of augustus dat jaar ook een voorstander van het definitief beëindigen van de oorlog.
In februari 1647 is de prins inmiddels te zwak om naar de kerk te gaan en kwam er een predikant langs. Een maand later is hij stervende en kwamen afgevaardigden van de Staten afscheid nemen. Frederik Hendrik overleed op 14 maart op 63-jarige leeftijd, een jaar voor de Vrede van Münster. Zijn stoffelijk overschot werd op 10 mei dat jaar bijgezet in de Grafkelder van Oranje-Nassau in de Nieuwe Kerk te Delft. Zijn zoon Willem volgde hem op als stadhouder en kapitein-generaal. Tijdens diens korte stadhouderschap stortte hij het land in de grootste crisis sinds 1618.:659

## Nakomelingen

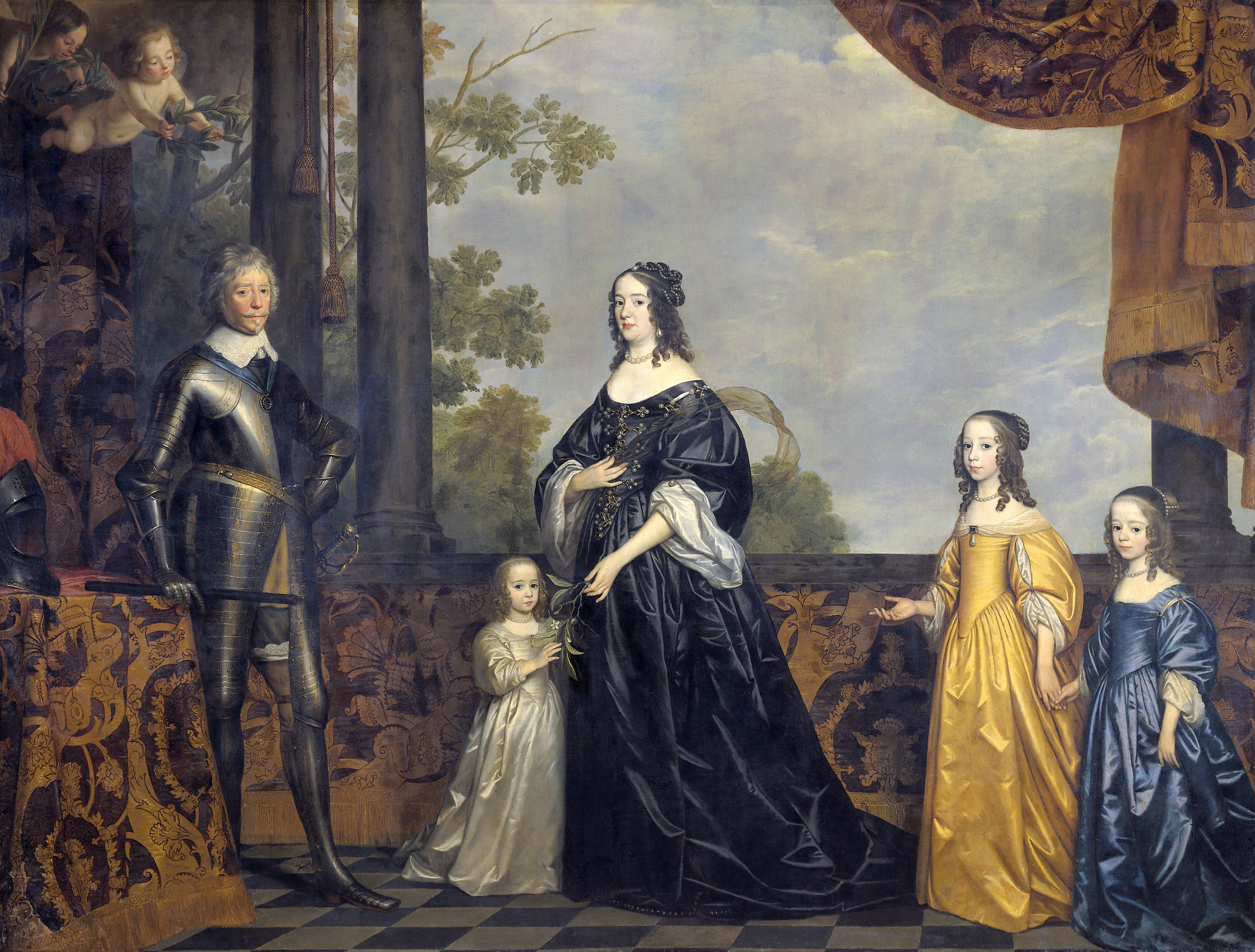
Stadhouder Frederik Hendrik met zijn vrouwAmalia van Solms.Naast haar hun jongste dochter Maria en hand in hand de dochters Albertine en Henriëtte Catharina, door Gerrit van Honthorst (1647).

Bij zijn vriendin Margaretha Catharina Bruyns verwekte hij:
- Frederik van Nassau-Zuylestein (1624 – 's-Gravesloot, 12 oktober 1672), huwde Mary Killigrew

Frederik Hendrik en Amalia van Solms kregen negen kinderen, van wie er vier erg jong stierven:
- Willem II van Oranje (27 mei 1626 – 6 november 1650), huwde Mary Stuart
- Louise Henriëtte van Nassau (7 december 1627 – 18 juni 1667), gehuwd met keurvorst Frederik Willem I van Brandenburg
- Henriëtte Amalia van Nassau (26 oktober 1628 – december 1628)
- Elisabeth van Nassau (4 augustus 1630 – 4 augustus 1630)
- Isabella Charlotte van Nassau (28 april 1632 – april 1642)
- Albertine Agnes van Nassau (9 april 1634 – 24 mei 1696), trouwde Willem Frederik van Nassau-Dietz
- Henriëtte Catharina van Nassau (10 februari 1637 – 3 november 1708), huwde Johan George II van Anhalt-Dessau
- Hendrik Lodewijk van Nassau (30 november 1639 – 29 december 1639)
- Maria van Nassau (5 september 1642 – 20 maart 1688), getrouwd met Lodewijk Hendrik Maurits van Palts-Simmern

Henriëtte Catharina verloofde zich op vijfjarige leeftijd met de toen negenjarige graaf Enno Lodewijk van Oost-Friesland. Zij verbrak de verbintenis toen zij zeventien jaar oud was. Via zijn dochters Albertine en Henriëtte Catharina, beiden grootmoeder van prins Johan Willem Friso van Nassau-Dietz, is Frederik Hendrik een rechtstreekse voorvader van de huidige koning Willem-Alexander der Nederlanden.

## Kwartierstaat
| Jan V van Nassau-Dillenburg (1455-1516) | Jan V van Nassau-Dillenburg (1455-1516) | Jan V van Nassau-Dillenburg (1455-1516) | Jan V van Nassau-Dillenburg (1455-1516) | Jan V van Nassau-Dillenburg (1455-1516)    | Jan V van Nassau-Dillenburg (1455-1516)    | Elisabeth van Hessen-Marburg (1466–1523)   | Elisabeth van Hessen-Marburg (1466–1523)   | Elisabeth van Hessen-Marburg (1466–1523)   | Elisabeth van Hessen-Marburg (1466–1523)   | Elisabeth van Hessen-Marburg (1466–1523) | Elisabeth van Hessen-Marburg (1466–1523) |                               |                               | Botho III van Stolberg-Wernigerode (1467-1538) | Botho III van Stolberg-Wernigerode (1467-1538) | Botho III van Stolberg-Wernigerode (1467-1538) | Botho III van Stolberg-Wernigerode (1467-1538) | Botho III van Stolberg-Wernigerode (1467-1538) | Botho III van Stolberg-Wernigerode (1467-1538) | Anna van Eppstein-Königstein (1481-1538)     | Anna van Eppstein-Königstein (1481-1538)     | Anna van Eppstein-Königstein (1481-1538) | Anna van Eppstein-Königstein (1481-1538) | Anna van Eppstein-Königstein (1481-1538) | Anna van Eppstein-Königstein (1481-1538) |  |  | Gaspard I de Coligny (1465-1522) | Gaspard I de Coligny (1465-1522) | Gaspard I de Coligny (1465-1522) | Gaspard I de Coligny (1465-1522) | Gaspard I de Coligny (1465-1522) | Gaspard I de Coligny (1465-1522) | Louise de Montmorency (1496-1547) | Louise de Montmorency (1496-1547) | Louise de Montmorency (1496-1547) | Louise de Montmorency (1496-1547) | Louise de Montmorency (1496-1547) | Louise de Montmorency (1496-1547) |                               |                               | Guy XVI de Laval (1476-1531)  | Guy XVI de Laval (1476-1531)  | Guy XVI de Laval (1476-1531)   | Guy XVI de Laval (1476-1531)   | Guy XVI de Laval (1476-1531)   | Guy XVI de Laval (1476-1531)   | Antoinette de Daillon (1500-1538) | Antoinette de Daillon (1500-1538) | Antoinette de Daillon (1500-1538) | Antoinette de Daillon (1500-1538) | Antoinette de Daillon (1500-1538) | Antoinette de Daillon (1500-1538) |  |  |  |  |  |  |  |  |  |  |  |  |  |  |  |  |  |  |  |  |  |  |  |  |  |  |  |  |  |  |  |  |  |  |  |  |  |  |  |  |  |  |  |  |  |  |  |  |
| Jan V van Nassau-Dillenburg (1455-1516) | Jan V van Nassau-Dillenburg (1455-1516) | Jan V van Nassau-Dillenburg (1455-1516) | Jan V van Nassau-Dillenburg (1455-1516) | Jan V van Nassau-Dillenburg (1455-1516)    | Jan V van Nassau-Dillenburg (1455-1516)    | Elisabeth van Hessen-Marburg (1466–1523)   | Elisabeth van Hessen-Marburg (1466–1523)   | Elisabeth van Hessen-Marburg (1466–1523)   | Elisabeth van Hessen-Marburg (1466–1523)   | Elisabeth van Hessen-Marburg (1466–1523) | Elisabeth van Hessen-Marburg (1466–1523) |                               |                               | Botho III van Stolberg-Wernigerode (1467-1538) | Botho III van Stolberg-Wernigerode (1467-1538) | Botho III van Stolberg-Wernigerode (1467-1538) | Botho III van Stolberg-Wernigerode (1467-1538) | Botho III van Stolberg-Wernigerode (1467-1538) | Botho III van Stolberg-Wernigerode (1467-1538) | Anna van Eppstein-Königstein (1481-1538)     | Anna van Eppstein-Königstein (1481-1538)     | Anna van Eppstein-Königstein (1481-1538) | Anna van Eppstein-Königstein (1481-1538) | Anna van Eppstein-Königstein (1481-1538) | Anna van Eppstein-Königstein (1481-1538) |  |  | Gaspard I de Coligny (1465-1522) | Gaspard I de Coligny (1465-1522) | Gaspard I de Coligny (1465-1522) | Gaspard I de Coligny (1465-1522) | Gaspard I de Coligny (1465-1522) | Gaspard I de Coligny (1465-1522) | Louise de Montmorency (1496-1547) | Louise de Montmorency (1496-1547) | Louise de Montmorency (1496-1547) | Louise de Montmorency (1496-1547) | Louise de Montmorency (1496-1547) | Louise de Montmorency (1496-1547) |                               |                               | Guy XVI de Laval (1476-1531)  | Guy XVI de Laval (1476-1531)  | Guy XVI de Laval (1476-1531)   | Guy XVI de Laval (1476-1531)   | Guy XVI de Laval (1476-1531)   | Guy XVI de Laval (1476-1531)   | Antoinette de Daillon (1500-1538) | Antoinette de Daillon (1500-1538) | Antoinette de Daillon (1500-1538) | Antoinette de Daillon (1500-1538) | Antoinette de Daillon (1500-1538) | Antoinette de Daillon (1500-1538) |  |  |  |  |  |  |  |  |  |  |  |  |  |  |  |  |  |  |  |  |  |  |  |  |  |  |  |  |  |  |  |  |  |  |  |  |  |  |  |  |  |  |  |  |  |  |  |  |
|                                         |                                         |                                         |                                         |                                            |                                            |                                            |                                            |                                            |                                            |                                          |                                          |                               |                               |                                                |                                                |                                                |                                                |                                                |                                                |                                              |                                              |                                          |                                          |                                          |                                          |  |  |                                  |                                  |                                  |                                  |                                  |                                  |                                   |                                   |                                   |                                   |                                   |                                   |                               |                               |                               |                               |                                |                                |                                |                                |                                   |                                   |                                   |                                   |                                   |                                   |  |  |  |  |  |  |  |  |  |  |  |  |  |  |  |  |  |  |  |  |  |  |  |  |  |  |  |  |  |  |  |  |  |  |  |  |  |  |  |  |  |  |  |  |  |  |  |  |
|                                         |                                         |                                         |                                         | Willem I van Nassau-Dillenburg (1487–1559) | Willem I van Nassau-Dillenburg (1487–1559) | Willem I van Nassau-Dillenburg (1487–1559) | Willem I van Nassau-Dillenburg (1487–1559) | Willem I van Nassau-Dillenburg (1487–1559) | Willem I van Nassau-Dillenburg (1487–1559) |                                          |                                          |                               |                               |                                                |                                                | Juliana van Stolberg-Wernigerode (1506-1580)   | Juliana van Stolberg-Wernigerode (1506-1580)   | Juliana van Stolberg-Wernigerode (1506-1580)   | Juliana van Stolberg-Wernigerode (1506-1580)   | Juliana van Stolberg-Wernigerode (1506-1580) | Juliana van Stolberg-Wernigerode (1506-1580) |                                          |                                          |                                          |                                          |  |  |                                  |                                  |                                  |                                  | Gaspard de Coligny (1519-1572)   | Gaspard de Coligny (1519-1572)   | Gaspard de Coligny (1519-1572)    | Gaspard de Coligny (1519-1572)    | Gaspard de Coligny (1519-1572)    | Gaspard de Coligny (1519-1572)    |                                   |                                   |                               |                               |                               |                               | Charlotte de Laval (1530-1568) | Charlotte de Laval (1530-1568) | Charlotte de Laval (1530-1568) | Charlotte de Laval (1530-1568) | Charlotte de Laval (1530-1568)    | Charlotte de Laval (1530-1568)    |                                   |                                   |                                   |                                   |  |  |  |  |  |  |  |  |  |  |  |  |  |  |  |  |  |  |  |  |  |  |  |  |  |  |  |  |  |  |  |  |  |  |  |  |  |  |  |  |  |  |  |  |  |  |  |  |
|                                         |                                         |                                         |                                         | Willem I van Nassau-Dillenburg (1487–1559) | Willem I van Nassau-Dillenburg (1487–1559) | Willem I van Nassau-Dillenburg (1487–1559) | Willem I van Nassau-Dillenburg (1487–1559) | Willem I van Nassau-Dillenburg (1487–1559) | Willem I van Nassau-Dillenburg (1487–1559) |                                          |                                          |                               |                               |                                                |                                                | Juliana van Stolberg-Wernigerode (1506-1580)   | Juliana van Stolberg-Wernigerode (1506-1580)   | Juliana van Stolberg-Wernigerode (1506-1580)   | Juliana van Stolberg-Wernigerode (1506-1580)   | Juliana van Stolberg-Wernigerode (1506-1580) | Juliana van Stolberg-Wernigerode (1506-1580) |                                          |                                          |                                          |                                          |  |  |                                  |                                  |                                  |                                  | Gaspard de Coligny (1519-1572)   | Gaspard de Coligny (1519-1572)   | Gaspard de Coligny (1519-1572)    | Gaspard de Coligny (1519-1572)    | Gaspard de Coligny (1519-1572)    | Gaspard de Coligny (1519-1572)    |                                   |                                   |                               |                               |                               |                               | Charlotte de Laval (1530-1568) | Charlotte de Laval (1530-1568) | Charlotte de Laval (1530-1568) | Charlotte de Laval (1530-1568) | Charlotte de Laval (1530-1568)    | Charlotte de Laval (1530-1568)    |                                   |                                   |                                   |                                   |  |  |  |  |  |  |  |  |  |  |  |  |  |  |  |  |  |  |  |  |  |  |  |  |  |  |  |  |  |  |  |  |  |  |  |  |  |  |  |  |  |  |  |  |  |  |  |  |
|                                         |                                         |                                         |                                         |                                            |                                            |                                            |                                            |                                            |                                            | Willem van Oranje (1533–1584)            | Willem van Oranje (1533–1584)            | Willem van Oranje (1533–1584) | Willem van Oranje (1533–1584) | Willem van Oranje (1533–1584)                  | Willem van Oranje (1533–1584)                  |                                                |                                                |                                                |                                                |                                              |                                              |                                          |                                          |                                          |                                          |  |  |                                  |                                  |                                  |                                  |                                  |                                  |                                   |                                   |                                   |                                   | Louise de Coligny (1555–1620)     | Louise de Coligny (1555–1620)     | Louise de Coligny (1555–1620) | Louise de Coligny (1555–1620) | Louise de Coligny (1555–1620) | Louise de Coligny (1555–1620) |                                |                                |                                |                                |                                   |                                   |                                   |                                   |                                   |                                   |  |  |  |  |  |  |  |  |  |  |  |  |  |  |  |  |  |  |  |  |  |  |  |  |  |  |  |  |  |  |  |  |  |  |  |  |  |  |  |  |  |  |  |  |  |  |  |  |
|                                         |                                         |                                         |                                         |                                            |                                            |                                            |                                            |                                            |                                            | Willem van Oranje (1533–1584)            | Willem van Oranje (1533–1584)            | Willem van Oranje (1533–1584) | Willem van Oranje (1533–1584) | Willem van Oranje (1533–1584)                  | Willem van Oranje (1533–1584)                  |                                                |                                                |                                                |                                                |                                              |                                              |                                          |                                          |                                          |                                          |  |  |                                  |                                  |                                  |                                  |                                  |                                  |                                   |                                   |                                   |                                   | Louise de Coligny (1555–1620)     | Louise de Coligny (1555–1620)     | Louise de Coligny (1555–1620) | Louise de Coligny (1555–1620) | Louise de Coligny (1555–1620) | Louise de Coligny (1555–1620) |                                |                                |                                |                                |                                   |                                   |                                   |                                   |                                   |                                   |  |  |  |  |  |  |  |  |  |  |  |  |  |  |  |  |  |  |  |  |  |  |  |  |  |  |  |  |  |  |  |  |  |  |  |  |  |  |  |  |  |  |  |  |  |  |  |  |
|                                         |                                         |                                         |                                         |                                            |                                            |                                            |                                            |                                            |                                            |                                          |                                          |                               |                               |                                                |                                                |                                                |                                                |                                                |                                                |                                              |                                              |                                          |                                          | Frederik Hendrik van Oranje (1584–1647)  |                                          |  |  |                                  |                                  |                                  |                                  |                                  |                                  |                                   |                                   |                                   |                                   |                                   |                                   |                               |                               |                               |                               |                                |                                |                                |                                |                                   |                                   |                                   |                                   |                                   |                                   |  |  |  |  |  |  |  |  |  |  |  |  |  |  |  |  |  |  |  |  |  |  |  |  |  |  |  |  |  |  |  |  |  |  |  |  |  |  |  |  |  |  |  |  |  |  |  |  |

## Voetnoten
1. ↑  Uytenbogaert beïnvloedde hem door hem te leren een tolerante houding aan te nemen bij godsdienstige conflicten, waarmee hij in zijn latere leven te maken zou krijgen.[2]:542
2. ↑  In die functie verdient hij 1500 gulden per maand. Twee jaar later volgt een verhoging naar 1800 gulden en vanaf 1609 wordt het bedrag opgetrokken naar jaarlijks 25.000 gulden. In dat laatste jaar wordt zijn jaarlijkse algemene toelage van de Staten-Generaal verhoogd naar 20.000 gulden.[1]:33
3. ↑  Constantijn Huygens, de secretaris van de prins, ging mee op de veldtochten en verzorgde veel van de administratie en correspondentie.
4. ↑  Het huwelijk van Engelbrecht I van Nassau met de rijke Johanna van Polanen bracht deze titel in 1403 binnen de familie.[15]

## Verwijzingen
1. 1 2 3 4 5 6 7 8 9 10 11 12 13 14 15 16 17 18  Poelhekke (1978)
2. 1 2 3 4 5 6 7 8  Israel (20086)
3. ↑  Magreta (2008)
4. ↑  Spliethoff, Marieke E., Amalia van Solms-Braunfels (1602-1675), historici.nl
5. ↑  Groenveld & Leeuwenberg (20122)
6. 1 2 3 4  de Graaf (2004)
7. ↑  van Nimwegen (2010)
8. ↑  Langereis, Sandra, Geschiedenis als ambacht: oudheidkunde in de Gouden Eeuw: Arnoldus Buchelis en Petrus Scriverius, Verloren, Hilversum, p. 195
9. ↑  Survivance was het recht om iemand na diens dood op te volgen. In 1630 regelen de Staten door deze akte de erfopvolging
10. 1 2  Groenveld (1984)
11. 1 2  Keblusek (1997)
12. ↑  Nijs, Thimo de; Eelco Beukers et al, Geschiedenis van Holland 1572 tot 1795, deel 2, Volume 2, Verloren, Hilversum, 2002, p. 47
13. ↑  van der Ploeg & Vermeeren (1997)
14. ↑  van Eikema Hommes & Kolfin (2013)
15. ↑  Hulsman, W.G., Wij Beatrix, enz, enz, enz., Reformatorisch Dagblad, 2 mei 2008. Gearchiveerd op 24 september 2015.
16. ↑  Grothe (1854)
17. ↑  Huysman, Ineke, Hoogheid, de Prins heeft niet goed geslapen. Vijftig nieuwe brieven van Constantijn Huygens aan Amalia van Solms, historici.nl
18. ↑  (fr) Hamilton, Anthony, Memoires du Maréschal Antoine de Gramont, Duc et Pair de France, Volume 1, Michel David, Parijs, 1716, p. 219-220
19. ↑  (en) Duffy, Christopher, Siege Warfare: The Fortress in the Early Modern World 1494-1660, Routledge, 19973

- Biblioteca Nacional de España: XX1499437
- Bibliothèque nationale de France: cb13515155d (data)
- Biografisch Portaal: 13269429
- Digitale Bibliotheek voor de Nederlandse Letteren: nass006
- Gemeinsame Normdatei: 118590200
- International Standard Name Identifier: 0000 0001 2137 7155
- Library of Congress Control Number: n85196873
- Nationale Bibliotheek van Tsjechië: jo20211099321
- Nationale Bibliotheek van Israël: 987007432461205171
- Nationale Bibliotheek van Polen: a0000002649253
- Nederlandse Thesaurus van Auteursnamen: 06834757X
- RKD-Nederlands Instituut voor Kunstgeschiedenis: 431927
- Istituto Centrale per il Catalogo Unico: VEAV558841
- LIBRIS: 314411
- SNAC: w6nk41gs
- Système universitaire de documentation: 077789148
- Union List of Artist Names: 500354743
- Virtual International Authority File: 67257928
- WorldCat: E39PBJpDJMVy4RpKjdB4rmR9Xd